# Biennale Form Przestrzennych w Elblągu

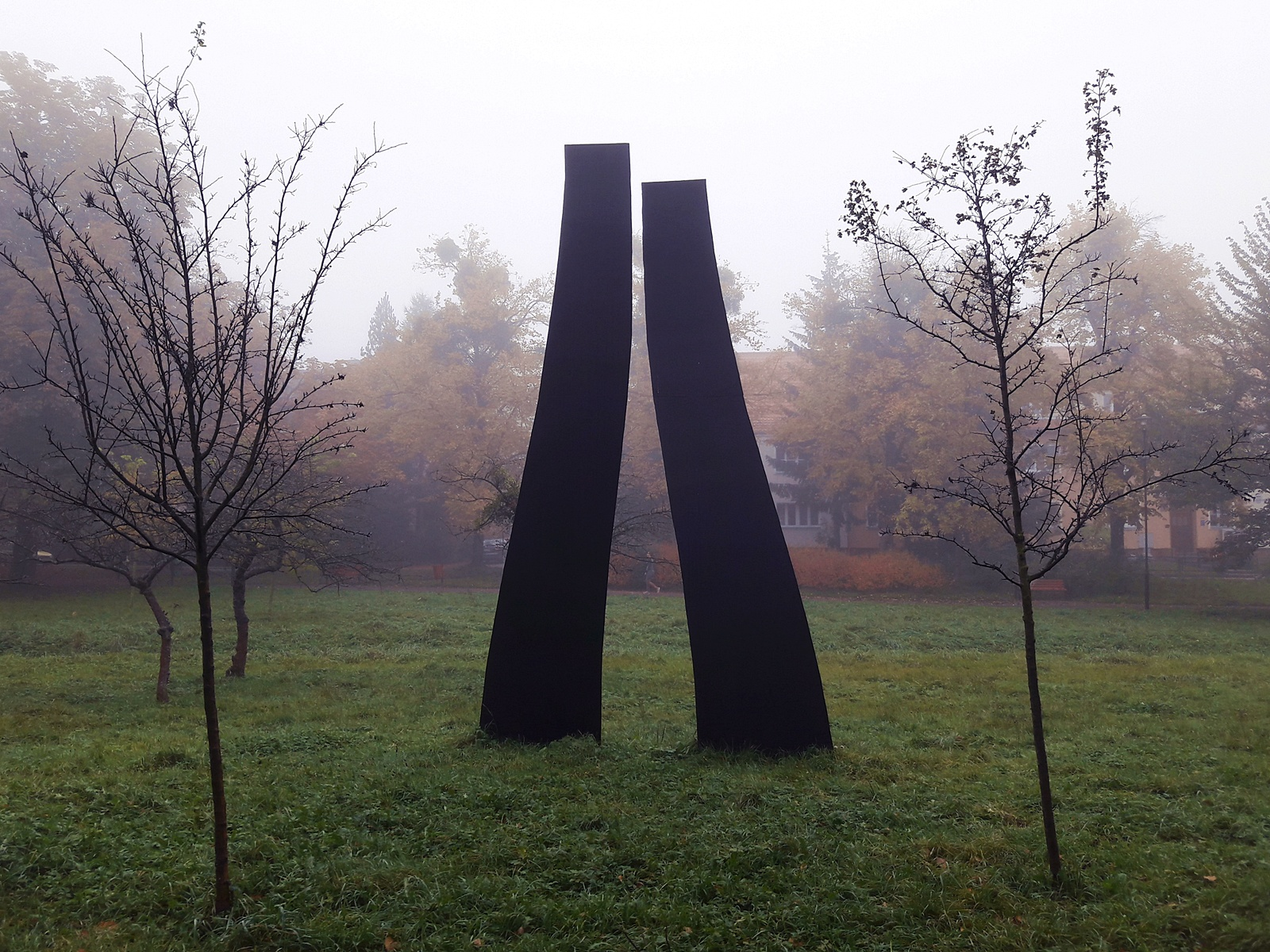
Forma przestrzenna Zbigniewa Dłubaka zrealizowana w ramach I Biennale Form Przestrzennych (1965), obecnie zlokalizowana w Parku Kajki w Elblągu

Biennale Form Przestrzennych – cykliczna impreza w Elblągu w latach: 1965–1973, organizowana i sponsorowana przez elbląskie Zakłady Mechaniczne Zamech. Biennale, którego dzieła „wyjdą z ciasnych ram muzeów i sal wystawowych, staną się (...) codziennością, by kształtować i uwrażliwiać współczesnego człowieka”,  miało pięć edycji, które różniły się formułą; tylko dwie pierwsze realizowały tytułowe formy przestrzenne. Założeniem Biennale była współpraca artystów sztuk wizualnych z lokalnymi rzemieślnikami wykonującymi projekty.
Pomysłodawcą BFP był Gerard Kwiatkowski – twórca działającej przy zakładach Galerii EL. Władze zgodziły się na organizowanie podobnego biennale pod pretekstem konieczności rozwoju życia kulturalnego na prowincji, a w domyśle – nowoczesnej polskiej kultury na tak zwanych Ziemiach Odzyskanych. Zakłady zapewniały artystom materiały oraz pomoc techniczną w wykonaniu zaprojektowanych form – w zamian artyści mieli stworzyć formy przestrzenne i przekazać je miastu. Prace miały być wykonane w halach fabrycznych z pomocą pracujących w czynie społecznym robotników. Z czasem Biennale coraz bardziej odbiegało od propagandowej ideologii a artyści bardziej zainteresowani możliwością realizacji własnych projektów nie nawiązywali szczególnie do zawartych w programie treści. W efekcie powstało ponad 50 obiektów umieszczonych w przestrzeni miasta, z czego większość stoi do dziś. Obiektami opiekuje się Galeria EL, jednak ich właścicielem jest miasto.
W różnych edycjach festiwalu udział brali m.in. Magdalena Abakanowicz, Jan Berdyszak, Henryk Berlewi, Marian Bogusz, Włodzimierz Borowski, Artur Brunsz, Jan Chwałczyk, Zbigniew Dłubak, Stanisław Dróżdż, Jerzy Fedorowicz, Paweł Freisler, Wanda Gołkowska, Zbigniew Gostomski, Tihamér Gyarmathy, Oskar Hansen, Jerzy Jarnuszkiewicz, Edward Krasiński, Zbigniew Książkiewicz, Hilary Kszysztofiak, Lech Kunka, Jerzy Lengiewicz (1965 r. – zrealizowana forma przestrzenna tzw. „antena nasłuchowa wrogiego wywiadu”), Stanisław Łabędzki, Bogdan Łopieński, Adam Marczyński, Andrzej Matuszewski, Jadwiga Maziarska, Henryk Morel, Jerzy Rosołowicz, Stanisław Sikora, Kajetan Sosnowski, Antoni Starczewski, Henryk Stażewski, Maciej Szańkowski, Bogusław Szwacz, Lech Tomaszewski, Magdalena Więcek-Wnuk, Mieczysław Wiśniewski, Krystyn Zieliński, Jan Ziemski.

## Edycje

### 1965

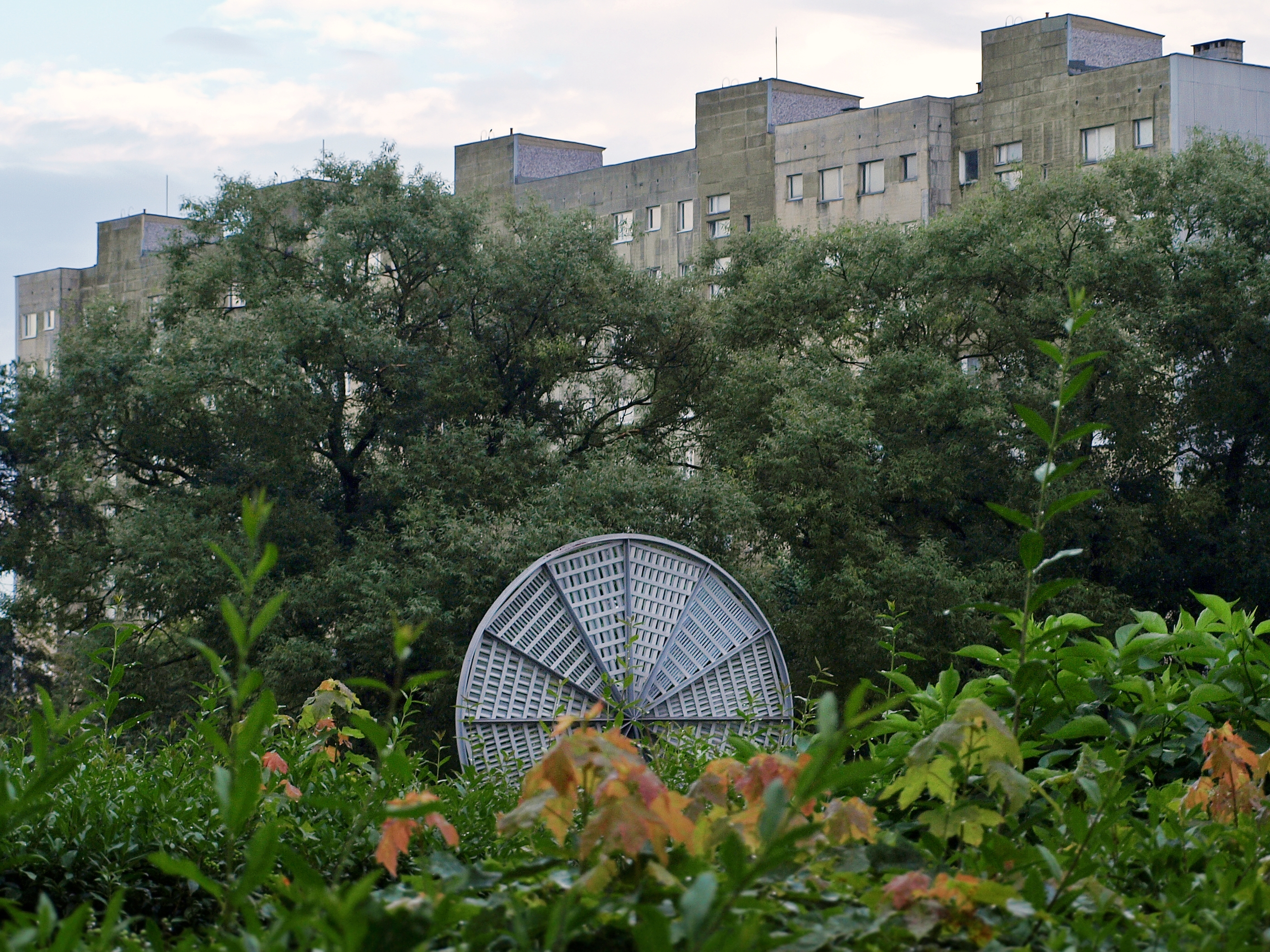
Forma przestrzenna Antoniego Starczewskiego zrealizowana w ramach I Biennale Form Przestrzennych (1965), obecnie zlokalizowana na osiedlu Zawada w Elblągu.

I Biennale odbyło się w dniach 22 lipca – 22 sierpnia 1965 roku. Wzięło w nim udział 50 artystów z Polski, z czego większość stanowili malarze i kilku zagranicznych stypendystów. Jego efektem było około 30 pierwszych rzeźb rozmieszczonych na terenie miasta. Prace trwały powoli i nie wszystkie projekty zrealizowano przed końcem imprezy. Równocześnie z rozpoczęciem prac nad formami przestrzennymi otwarto w Galerii EL wystawę II Paradę Sztuki Nowoczesnej Konfrontacje ‘65, ukazującą dokonania sztuki lat 60. Wzięło w niej udział ponad pięćdziesięciu polskich artystów awangardy, m.in. Jan Berdyszak, Marian Bogusz, Artur Brunsz, Jan Chwałczyk, Zbigniew Gostomski, Edward Krasiński, Alfred Lenica, Stanisław Łabęcki, Ewa Łunkiewicz, Jadwiga Maziarska, Jerzy Rosołowicz, Henryk Stażewski i Kajetan Sosnowski. Wystawie towarzyszyła ekspozycja prac nestora węgierskiej awangardy Lajosa Kassaká, którego obrazy wwiózł bez stosownego pozwolenia do Polski Marian Bogusz.

### 1967
Oficjalne otwarcie II Biennale odbyło się 8 lipca 1967 r. z udziałem władz wojewódzkich. W związku z Biennale zorganizowano wystawę sztuki nowoczesnej z udziałem plastyków elbląskich oraz wrocławskich, warszawskich i koszalińskich.
Postanowiono ukrócić nadprodukcję rzeźb. Powołano Radę Programową, okrojono liczbę zaproszonych artystów i realizacji. Przyjechali głównie twórcy związani z Oskarem Hansenem i Zakładami Artystyczno-Badawczymi. Hansen zaproponował zbudowanie kolejki linowej łączącej miasto z Mierzeją Wiślaną. Projektu nie zrealizowano. Z 1967 roku pochodzi oparta na badaniach powierzchni jednostronnych wariacja na temat wstęgi Möbiusa autorstwa Lecha Tomaszewskiego.

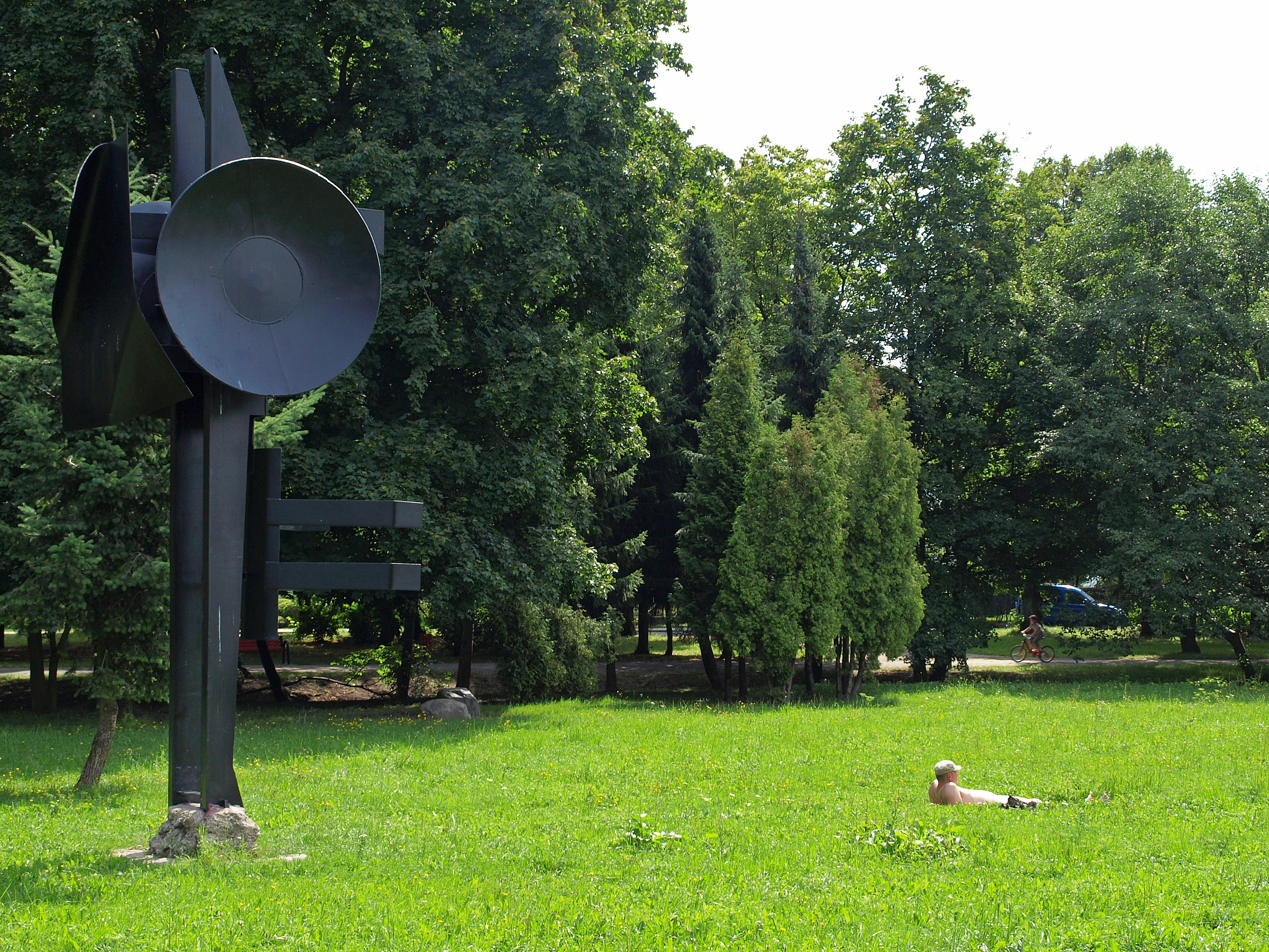
Forma przestrzenna Jerzego Lengiewicza zrealizowana w ramach I Biennale Form Przestrzennych (1965), obecnie zlokalizowana w Parku Kajki w Elblągu

Rada Naukowo-Artystyczna do Spraw Biennale opracowała regulamin uczestnictwa i wytypowała plastyków do udziału w Biennale. Z zaproszonych 17 uczestników z kraju i zagranicy ostatecznie w Biennale udział wzięło 9 osób z Polski: Oskar Hansen, Jerzy Jarnuszkiewicz, Grzegorz Kowalski, Henryk Morel, Julian Pałka, Maciej Szańkowski, Lech Tomaszewski, Magdalena Więcek i Stanisław Zamecznik.

### 1969
Podczas III Biennale zrealizowano tylko jedną formę przestrzenną. Zmieniła się formuła imprezy. Galeria EL została przekształcona w Laboratorium Sztuki. Pojawiły się efemeryczne akcje, działania, spotkania, poszukiwania konceptualne. Pozostawiono uczestnikom pełną swobodę wyboru koncepcji i tworzywa, pozyskiwanego nadal w elbląskich zakładach przemysłowych. Powstały dzieła będące efektem poszukiwań synkretycznych i działań angażujących światło, barwę oraz dźwięk.
W stosunku do lat poprzednich znacząco ograniczono liczbę uczestników imprezy, zapraszając tylko pięciu twórców w charakterze stypendystów: Kazimierę Szymańską, Włodzimierza Borowskiego, Piotra Perepłysia, Pawła Freislera i Zbigniewa Książkiewicza.

### 1971 –Zjazd marzycieli

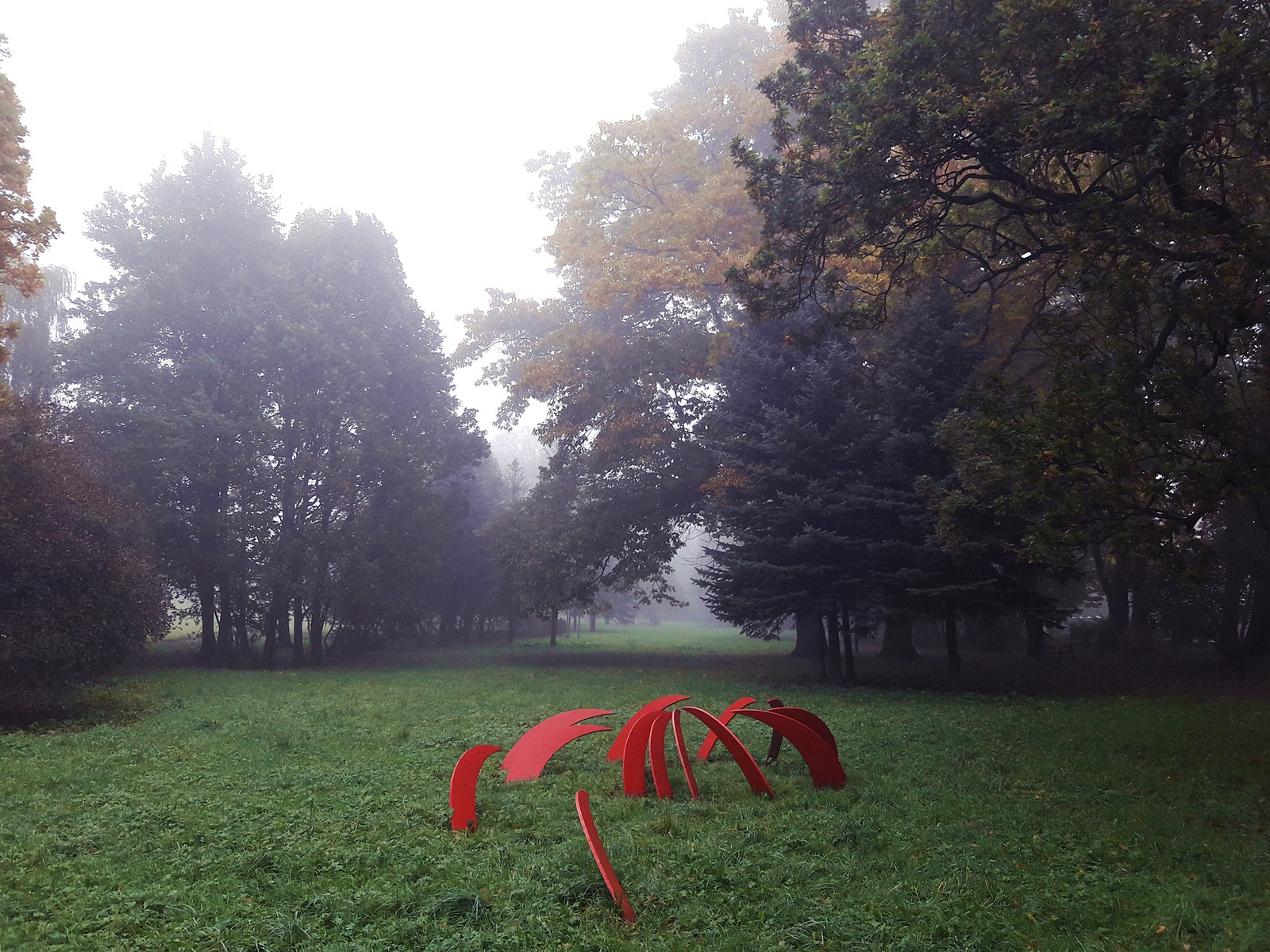
Forma przestrzenna Bohdana Załęskiego zrealizowana w ramach I Biennale Form Przestrzennych (1965), obecnie zlokalizowana w Parku Kajki w Elblągu

Organizatorzy imprezy założyli udział twórców reprezentujących różne dziedziny sztuki, przede wszystkim tych, których działalność nie mieści się w tradycyjnej klasyfikacji. Formami wypowiedzi były prelekcje i odczyty, opisy projektów z wykonanymi modelami, wystąpienia ustne, aranżacje czasoprzestrzenne, pokazy bezsłowne i oświadczenia pisemne o charakterze programowym, doniesienia i komunikaty, ekspozycje materiałów fotograficznych, filmów i przezroczy, działania i ekspozycje plenerowe. Ze względu na wzrost znaczenia dokumentacji, uruchomiono biuro prasowo-dokumentacyjne, kserograf, aparaty fotograficzne i kamery filmowe, nagrania magnetofonowe. Nie przewidziano udziału szerszej publiczności. Zaproszono natomiast krytyków i recenzentów. Komitet organizacyjny IV Biennale postanowił powiązać „Zjazd Marzycieli” z obchodami Międzynarodowego Roku Kopernikowskiego, zainicjowanymi na terenie Elbląga przez Polskie Towarzystwo Historyczne. Gerard Kwiatkowski zbierał ulotne pomysły i działania artystów w wydawanym przez Galerię EL Notatniku robotnika sztuki – piśmie składanym z materiałów dostarczanych przez artystów. Ta część dorobku Biennale nie pozostawiła po sobie trwałych śladów w Elblągu w postaci rzeźb.
Udział w imprezie wzięło 27 osób: Włodzimierz Borowski, Bogdan Sękowski, Andrzej Partum, Ewa Partum, Janusz M. Ogiński, Jan Wojciechowski, Przemysław Kwiek i Zofia Kulik, Stanisław Dróżdż, Jerzy Ludwiński, Zbigniew Makarewicz, Barbara Kozłowska, Jan Chwałczyk, Wanda Gołkowska, R. Krystyna Sokołowska i Antoni Dzieduszycki, Krystyn Zieliński, Zbigniew Warpechowski, Ireneusz Pierzgalski, Andrzej Matuszewski i Jarosław Kozłowski, Leon Romanów i Marceli Bacciarelli, Czesław Tumielewicz i Michał Gąsienica-Szostak, Anastazy Wiśniewski i Leszek Przyjemski. Pośrednio uczestniczył artysta z Lublina - Tomek Kawiak, przysyłając do Elbląga z zagranicy, gdzie właśnie przebywał, materiały o charakterze dokumentacyjnym.

### 1973 –Kino laboratorium
Podstawowym nurtem V Biennale miało być Kino-Laboratorium, przeznaczone dla artystów zainteresowanych problemami odnowy formy filmowej. Biennale miało charakter konfrontacji różnego rodzaju dyscyplin artystycznych: filmu eksperymentalnego, muzyki, poezji, twórczości plastycznej. Projekcjom towarzyszyły występy grup muzycznych, teatralnych, akcje oraz wystąpienia o charakterze konceptualnym. W trakcie Biennale zrezygnowano ze wszelkiego rodzaju nagród, klasyfikacji, honorariów i jurorów. Miejscem imprezy była Centrum Sztuki Galeria EL w Elblągu. Impreza była otwarta zarówno dla miejscowej publiczności, jak i wszystkich artystów, którzy mogli włączyć się w zorganizowane działania w każdej chwili.
W imprezie wzięły udział środowiska i grupy artystyczne: Warsztat Formy Filmowej z Łodzi, Studio Eksperymentalne Polskiego Radia i Telewizji w Warszawie, Studio Kompozycji Emocjonalnej z Wrocławia, Grupa w Składzie z Warszawy, Galeria „Adres” z Łodzi, ART – Laboratorium z Poznania, Grupa „Remont” z Warszawy, Gdańska Scena Eksperymentalna, Wielobranżowa Spółdzielnia Poetycka z Poznania, Studio Béla Balázs z Budapesztu. W Biennale wzięło udział także 30 indywidualnych twórców z Polski oraz kilkunastu z zagranicy, m.in. z Argentyny, Holandii, Hiszpanii, Kanady, Francji, Węgier i Szkocji.

## Znaczenie Biennale
26 listopada 1965 roku w Muzeum Narodowym w Warszawie z inicjatywy jego dyrektora, prof. Stanisława Lorentza, zorganizowano wystawę makiet i modeli dzieł powstałych podczas I Biennale. Wystawie towarzyszyła ekspozycja dokumentacji fotograficznej z montażu i realizacji form, a także plany sytuacyjne ukazujące kontekst urbanistyczny. Rangę wystawy podnosiła też uroczystość oficjalnego podpisania porozumienia pomiędzy Muzeum Narodowym a Zakładami Mechanicznymi Zamech, Miastem Elbląg oraz Galerią EL o otoczeniu przez Muzeum patronatem elbląskich instytucji.
Biennale zainspirowało do podobnych działań artystów w duńskim Aalborg. Poprzez nietypową formę Biennale Elbląg na kilka sezonów stał się znaczącym ośrodkiem na artystycznej mapie Polski. Eksperyment zbulwersował także opinię publiczną, prowokując do otwartej dyskusji o sztuce nowoczesnej.
Artystka Karolina Breguła zorganizowała w 2012 roku konferencję Formy przestrzenne wobec katastrofy. Dzięki naukowcom z różnych dziedzin Breguła próbowała odkryć ukryte sensy rzeźb. Naukowcy badali obrastającą rzeźby roślinność, negatywny wpływ relokacji rzeźb na psychikę elblążan, itp. Z badań bardziej socjologicznych wynikało, że znaczna część mieszkańców kojarzy formy przestrzenne z minionym reżimem.
W 2015 roku – w 50 rocznicę pierwszego Biennale w Galerii EL otwarto wystawę Miasto – Przestrzeń –Maszyna. Formy z miasta można było skonfrontować z innymi pracami wybranych artystów, uczestników Biennale.

## Galeria

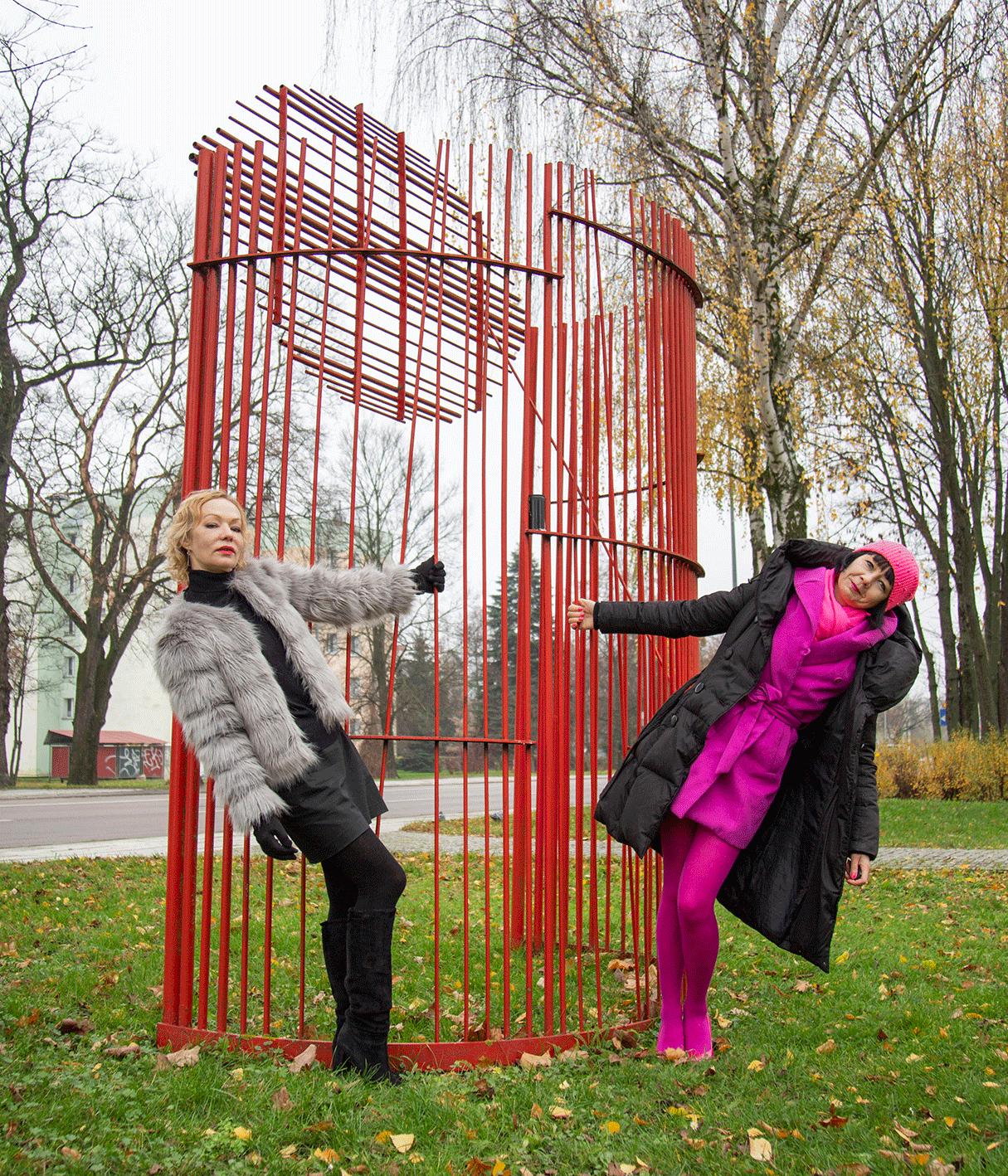
Rzeźba Wandy Gołkowskiej. I Biennale Form Przestrzennych w 1965.
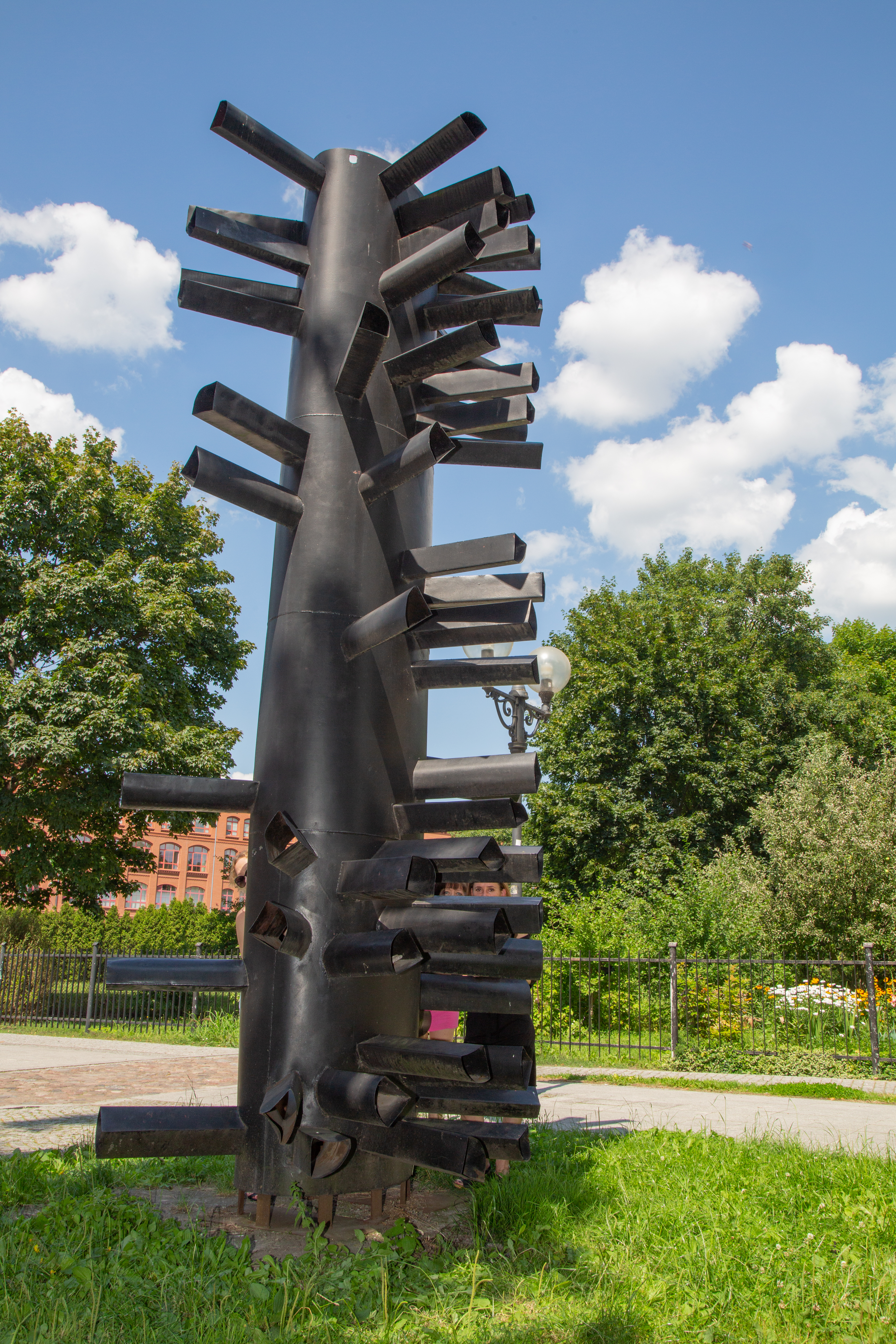
Forma przestrzenna Magdaleny Abakanowicz. I Biennale Form Przestrzennych w Elblągu (1965).
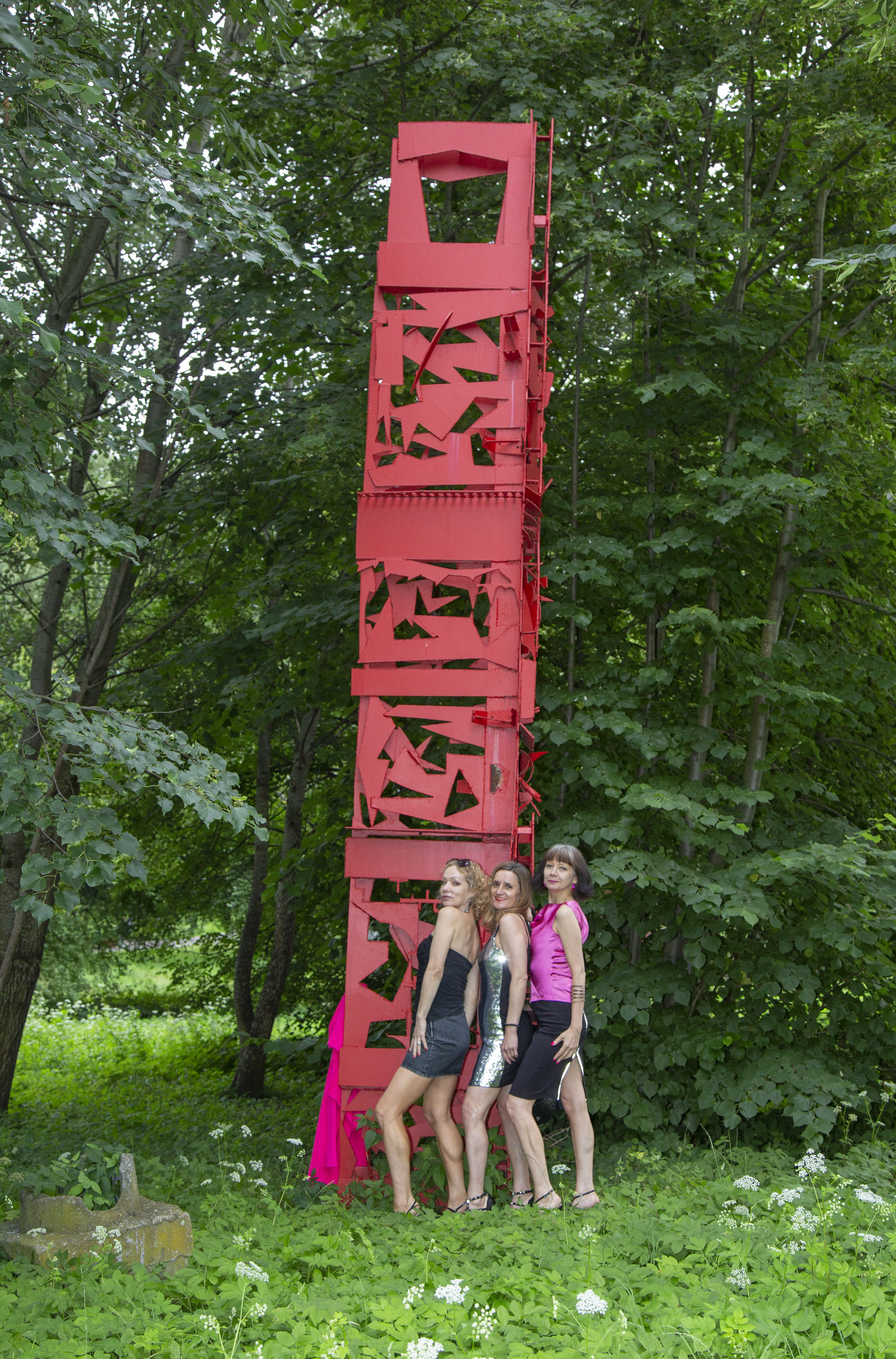
Forma przestrzenna stworzona przez Krystynę Sulewską-Figielę. I Biennale Form Przestrzennych w Elblągu (1965).
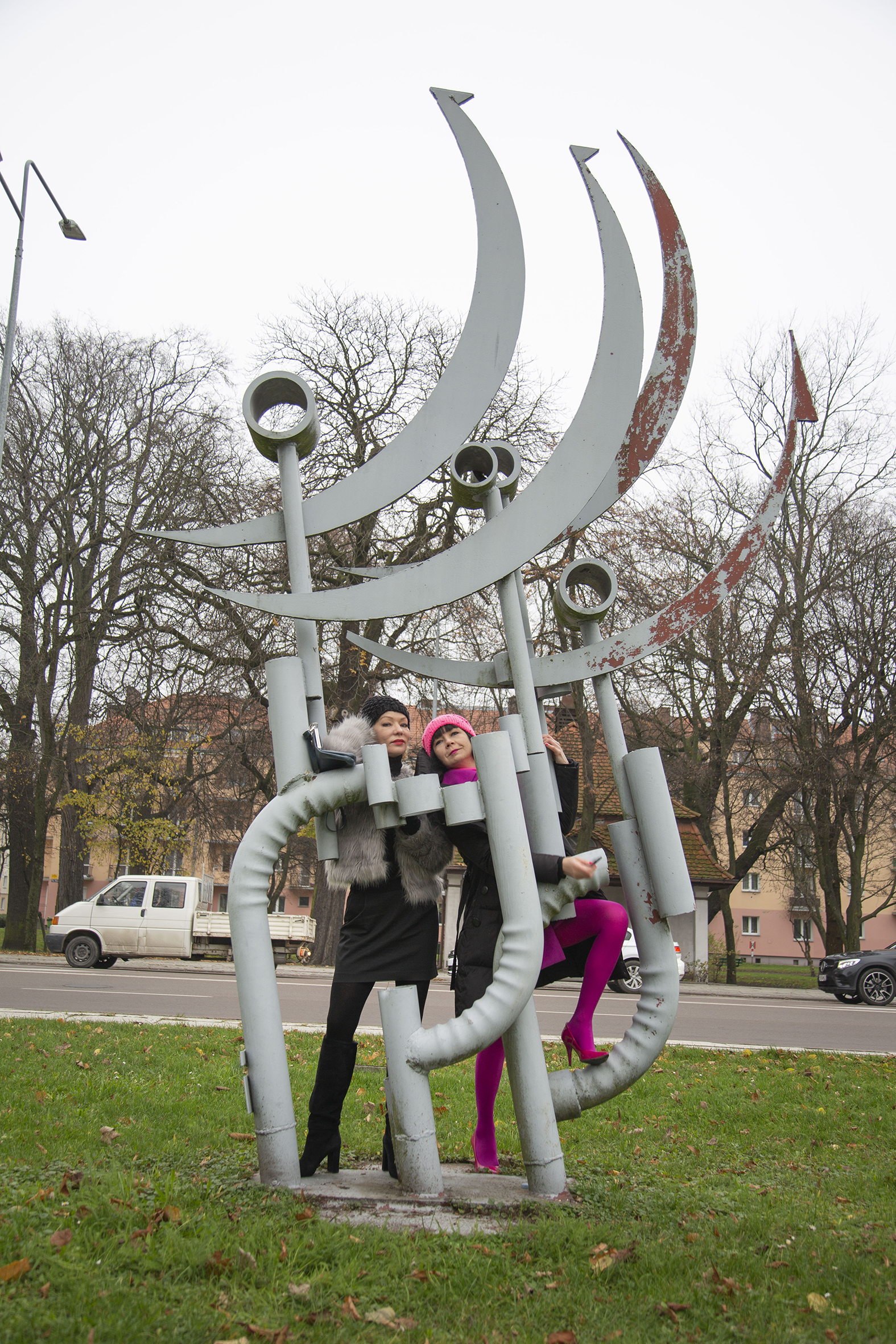
Forma przestrzenna Stanisława Sikory. I Biennale Form Przestrzennych (1965).
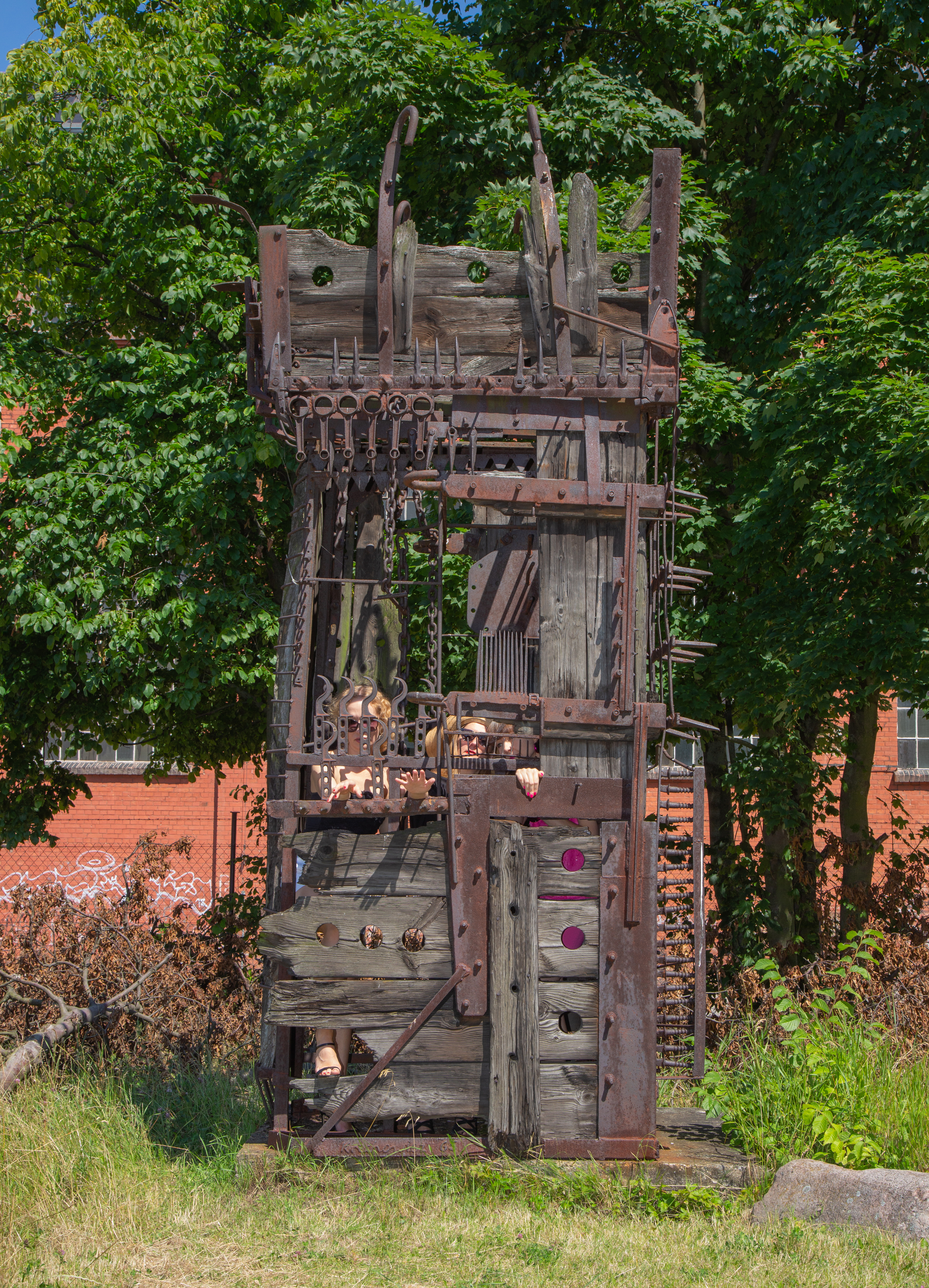
Forma zrealizowana przez Jerzego Krechowicza podczas I Biennale Form Przestrzennych (1965).
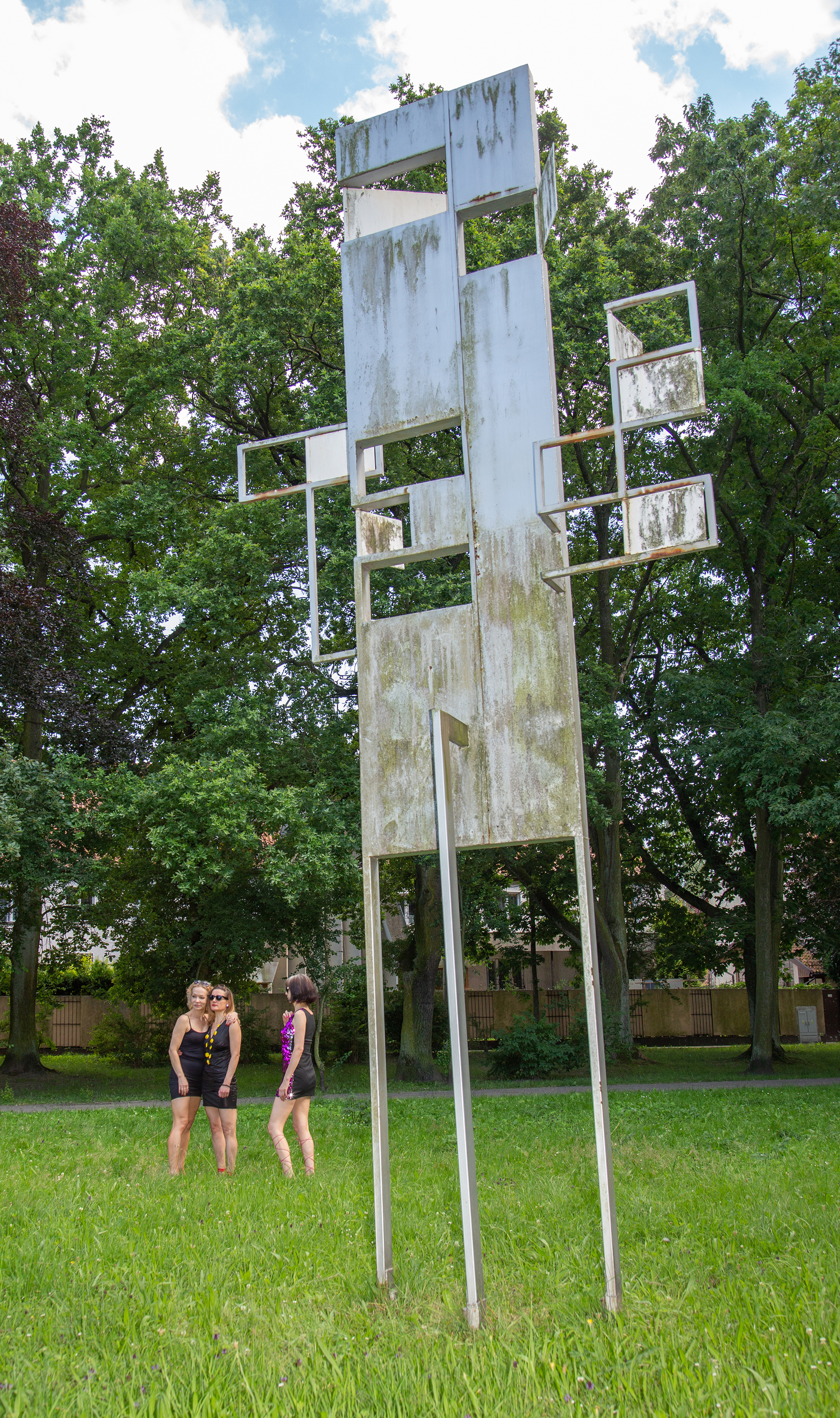
Forma kinetyczna stworzona przez Adama Marczyńskiego podczas I Biennale Form Przestrzennych w Elblągu (1965).
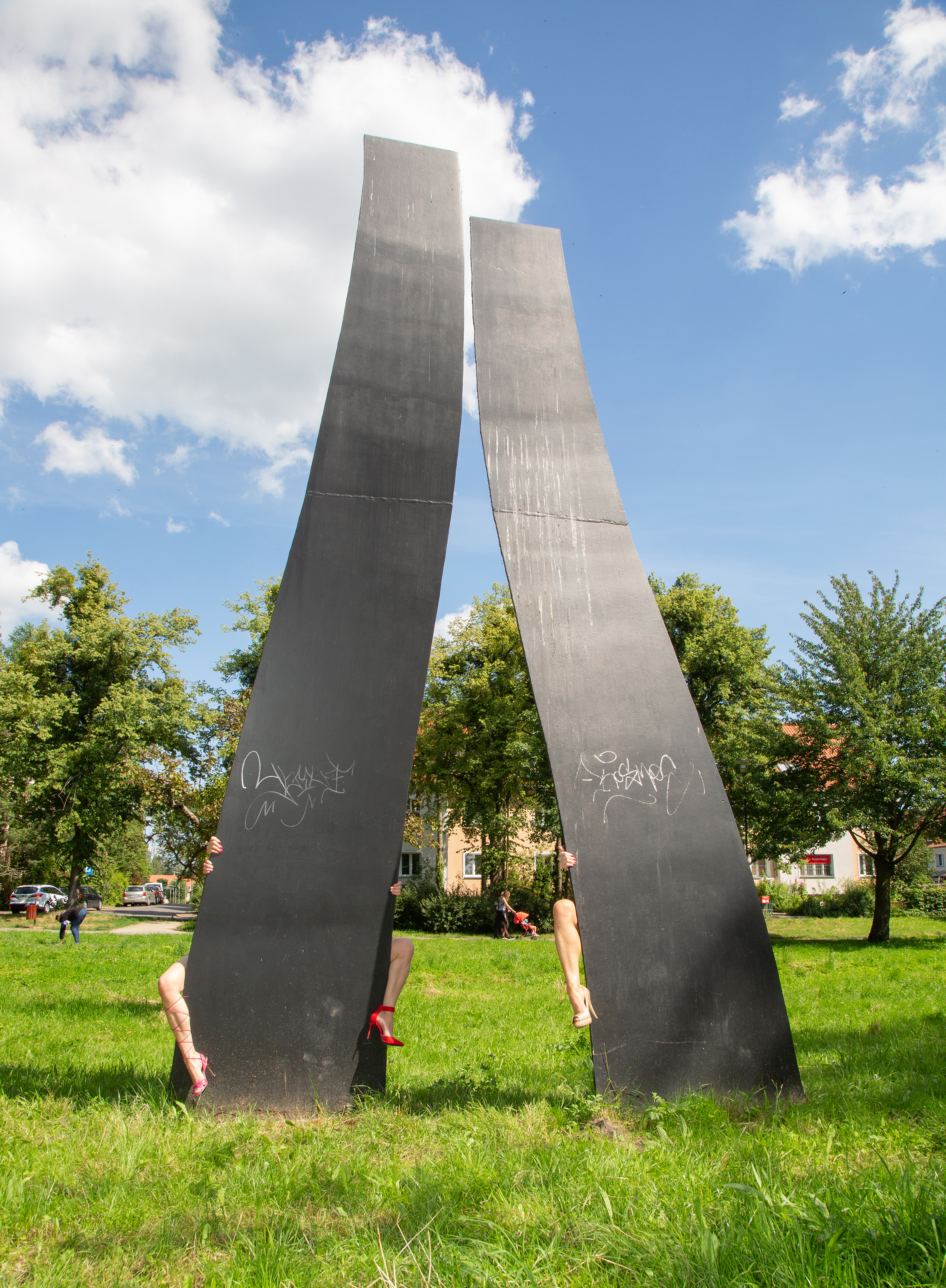
Forma przestrzenna Zbigniewa Dłubaka. I Biennale Form Przestrzennych (1965)
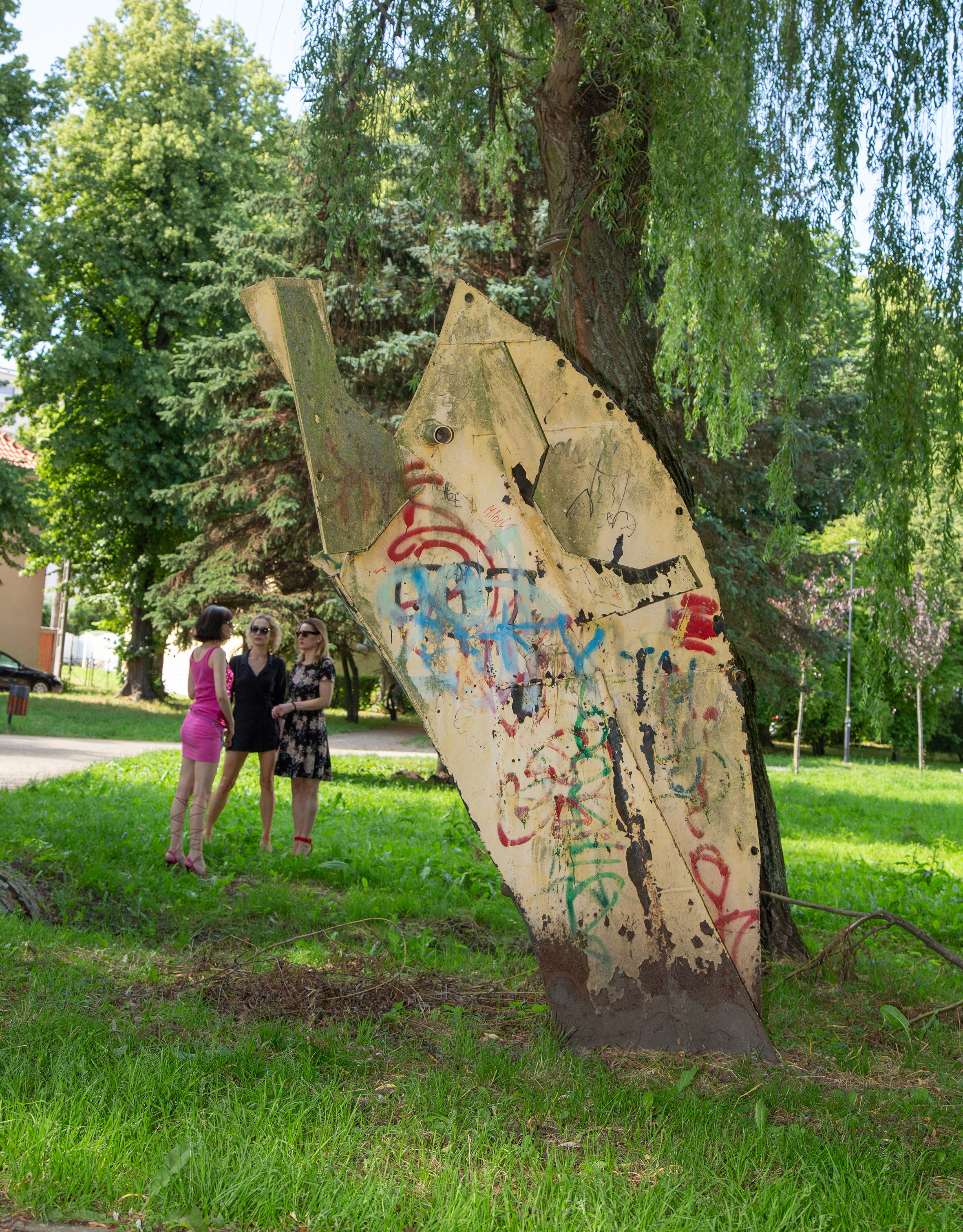
Rzeźba Jana Hendrycha zrealizowana podczas I Biennale Form Przestrzennych w Elblągu (1965).
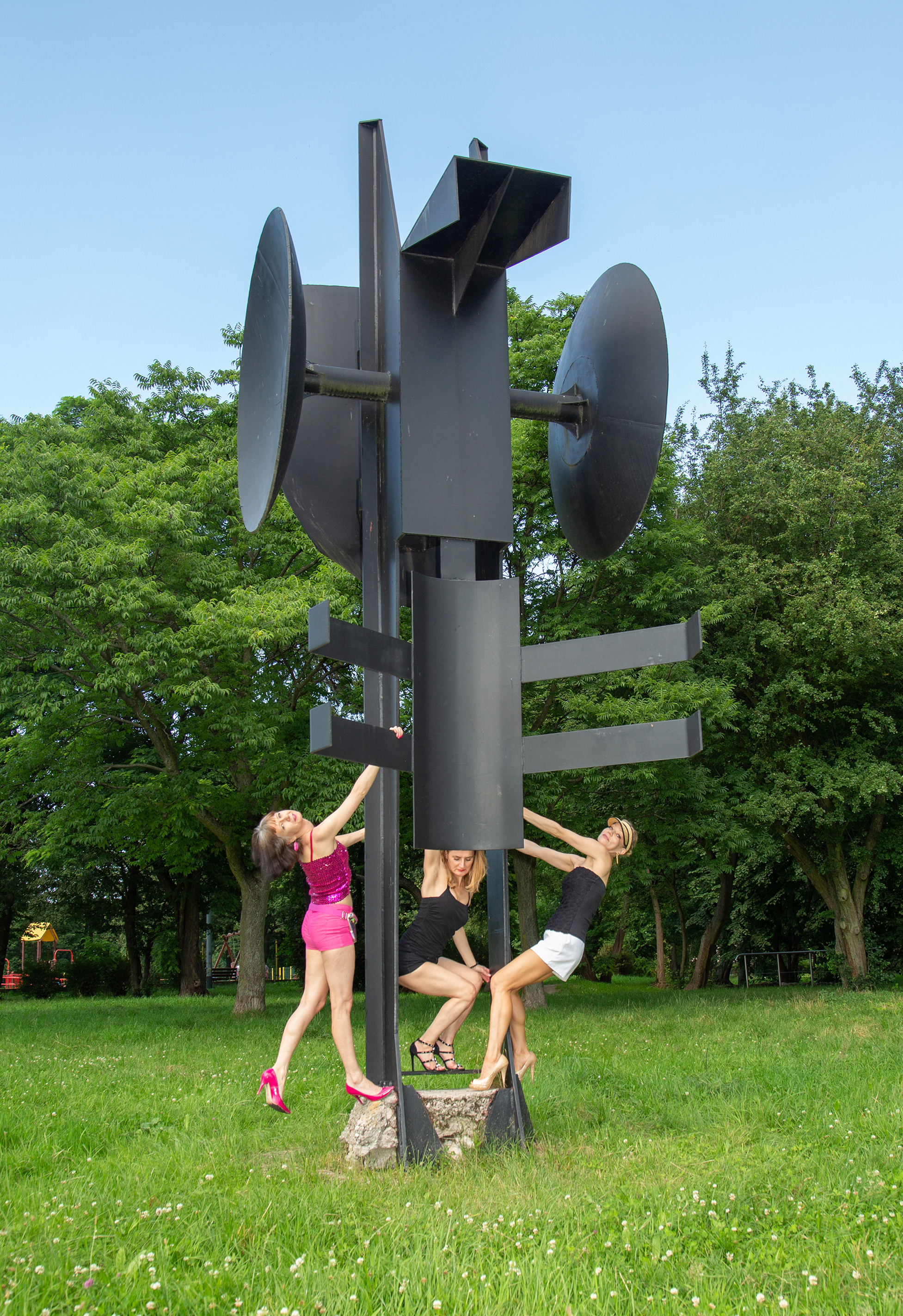
Forma przestrzenna Jerzego Lengiewicza. I Biennale Form Przestrzennych w Elblągu (1965).
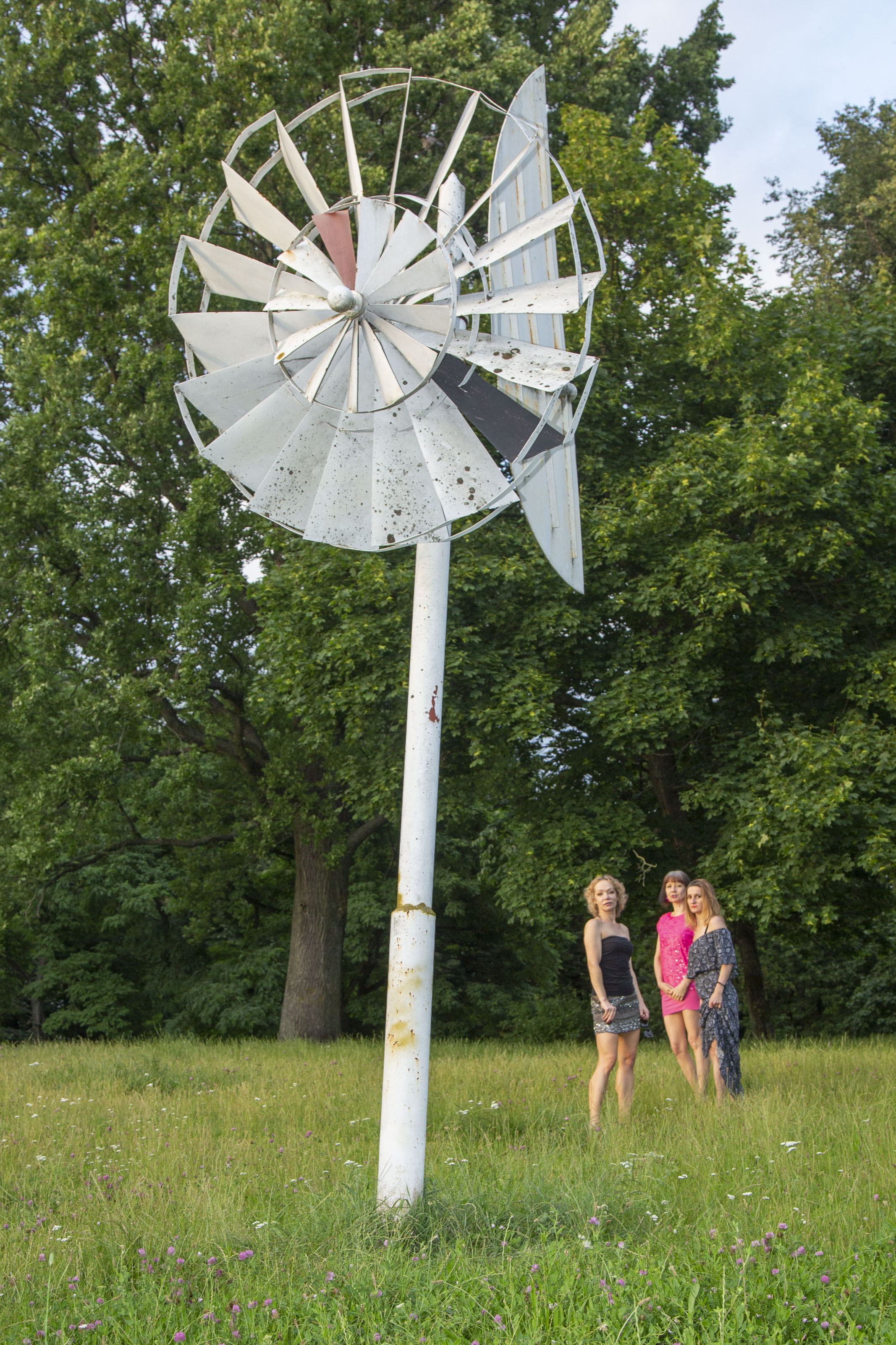
Forma kinetyczna stworzona przez Jana Chwałczyka podczas I Biennale Form Przestrzennych w Elblągu.
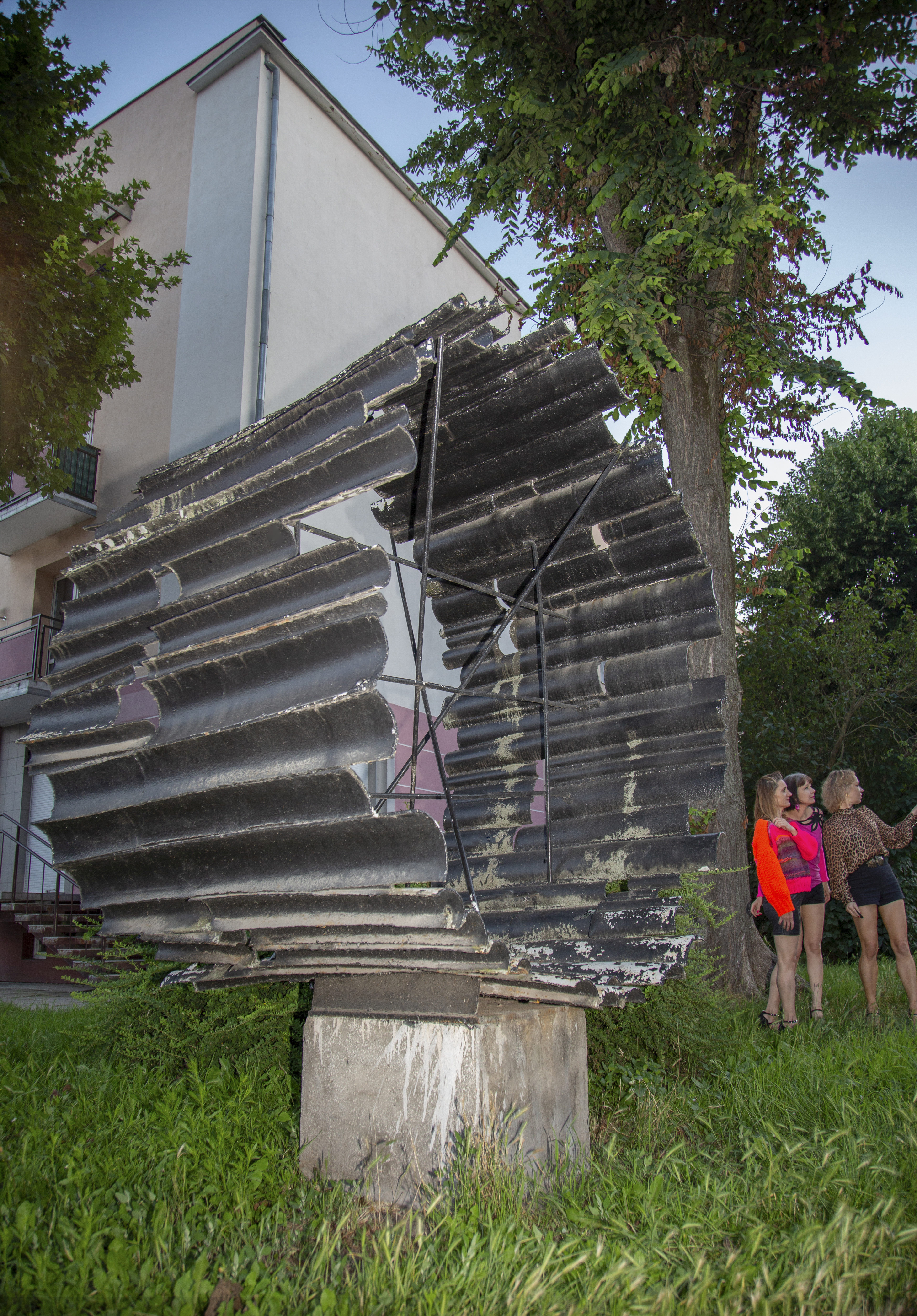
Forma przestrzenna zrealizowana przez Krystyna Zielińskiego podczas I Biennale Form Przestrzennych w Elblągu (1965).
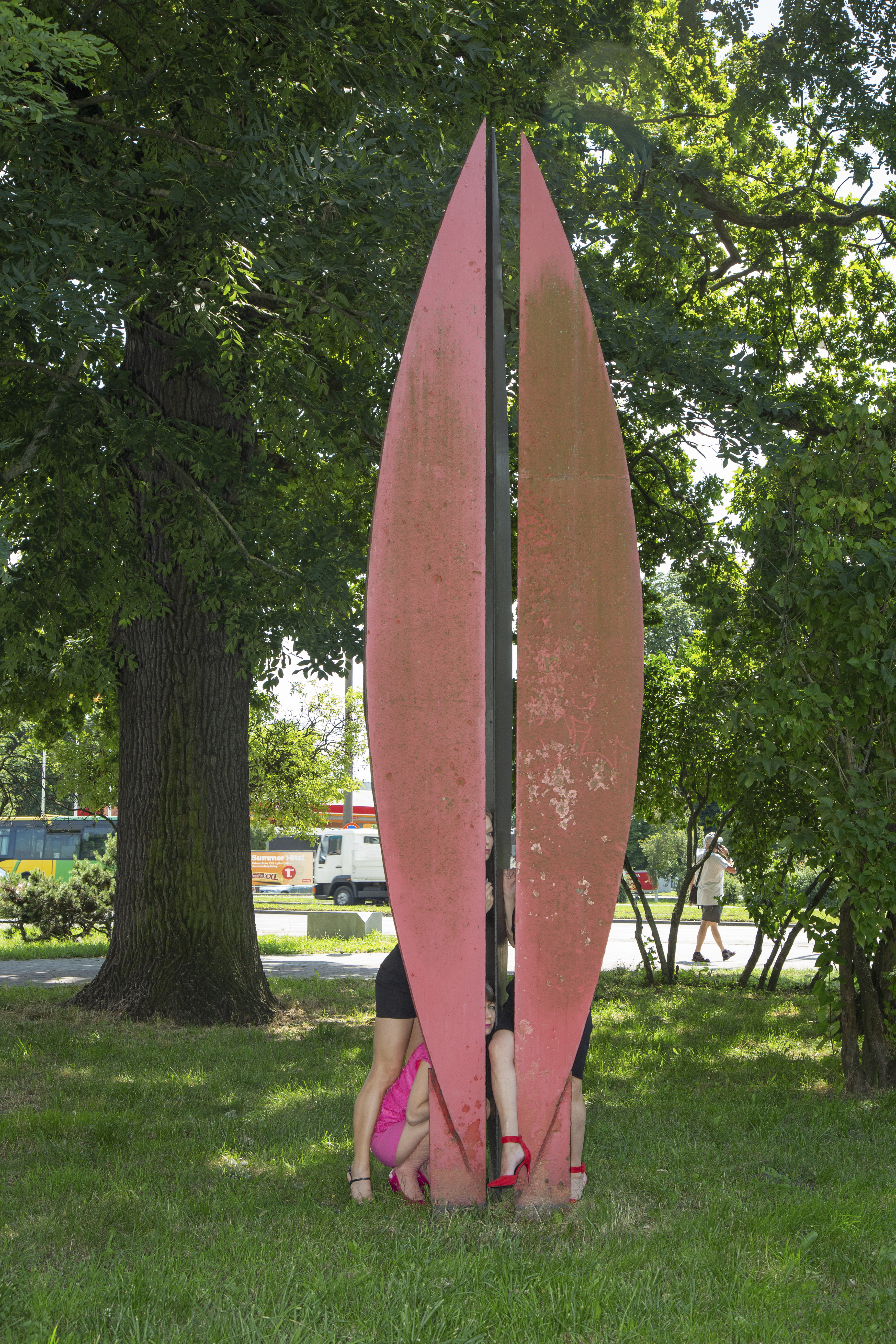
Forma przestrzenna zrealizowana przez Jana Ziemskiego podczas I Biennale Form Przestrzennych (1965).
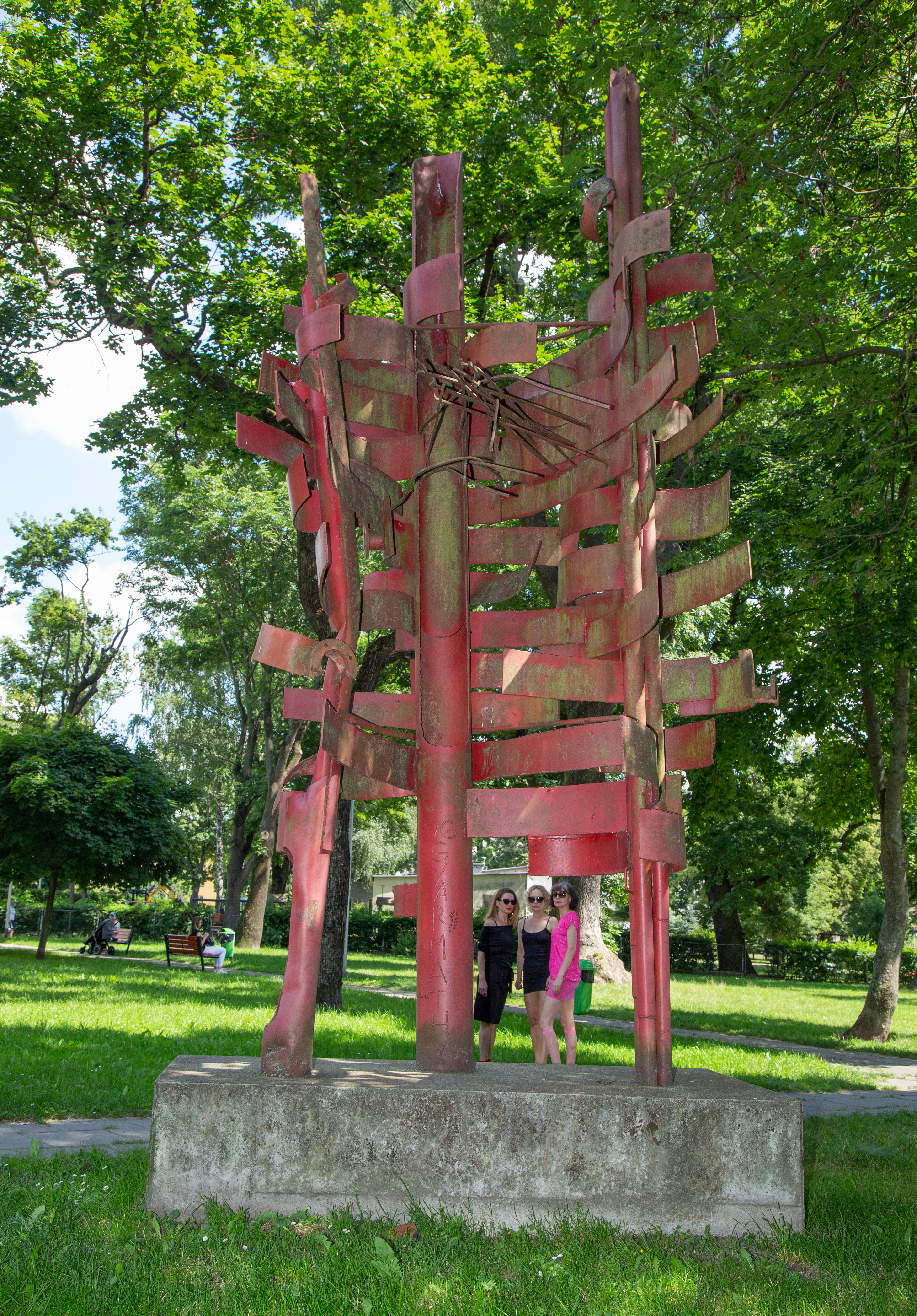
Forma przestrzenna zrealizowana przez Tihaméra Gyarmathy podczas I Biennale Form Przestrzennych (1965).
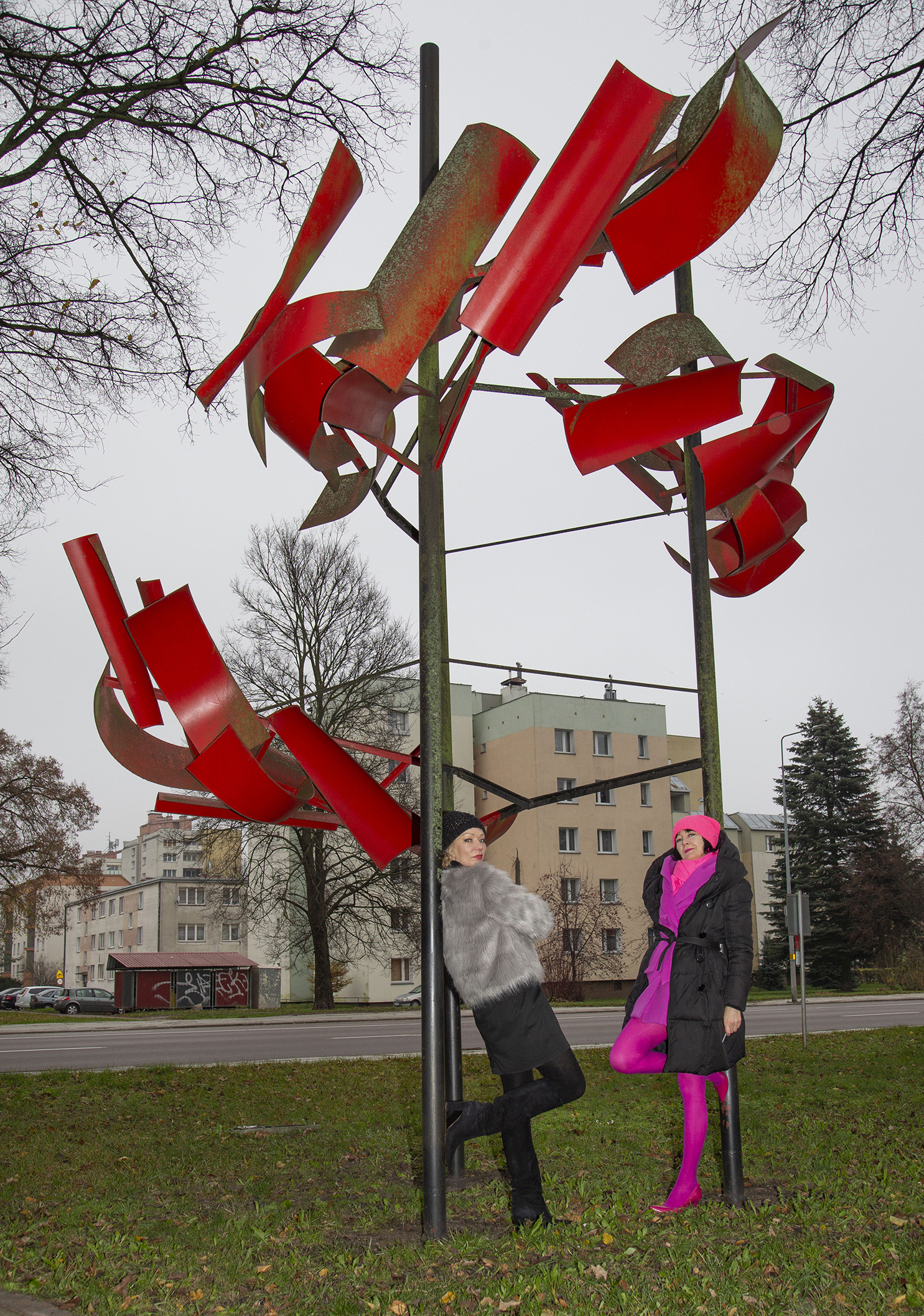
Forma przestrzenna zrealizowana przez Magdalenę Więcek-Wnuk podczas I Biennale Form Przestrzennych (1965).
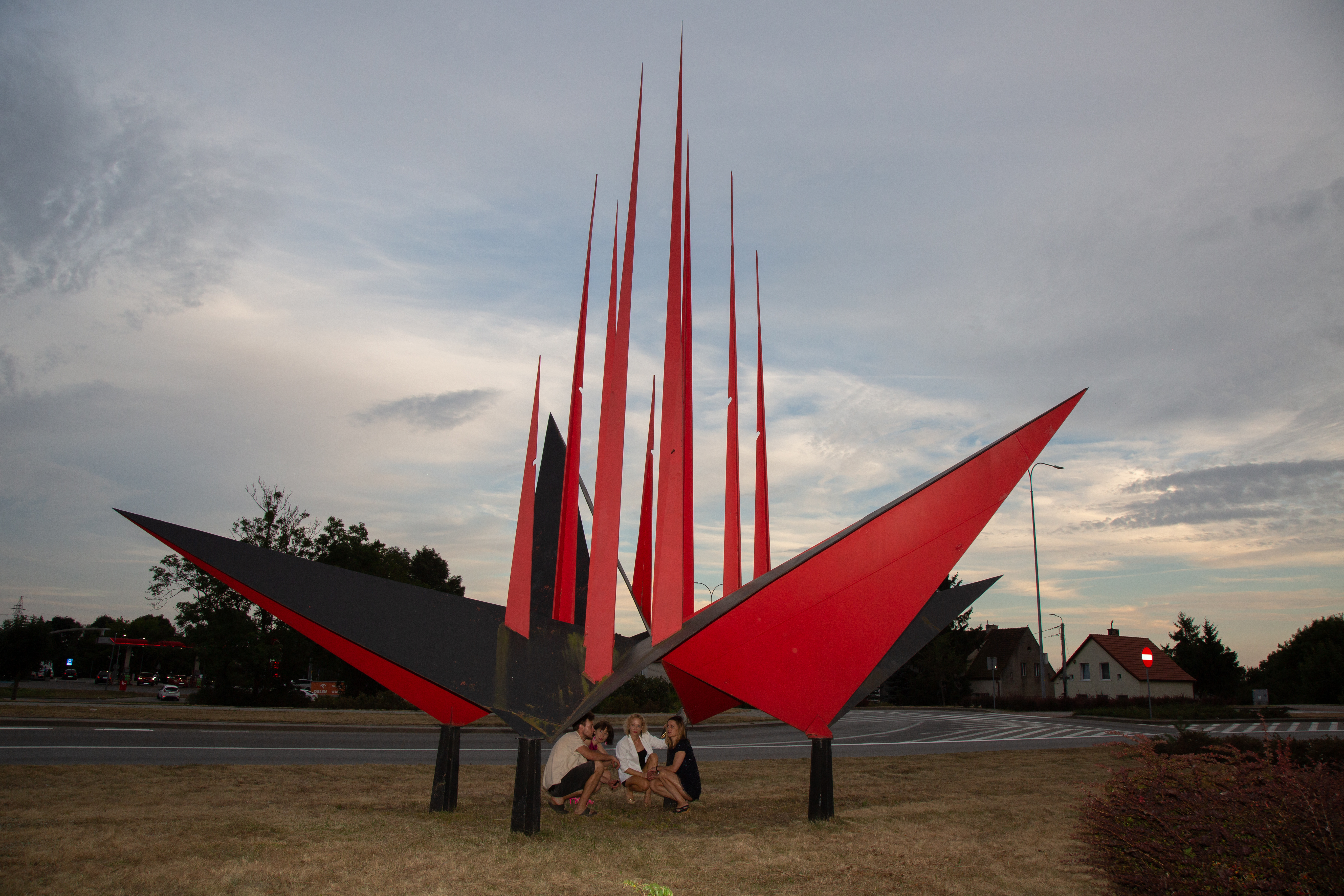
Forma przestrzenna zrealizowana przez Juliana Boss Gosławskiego podczas I Biennale Form Przestrzennych (1965).
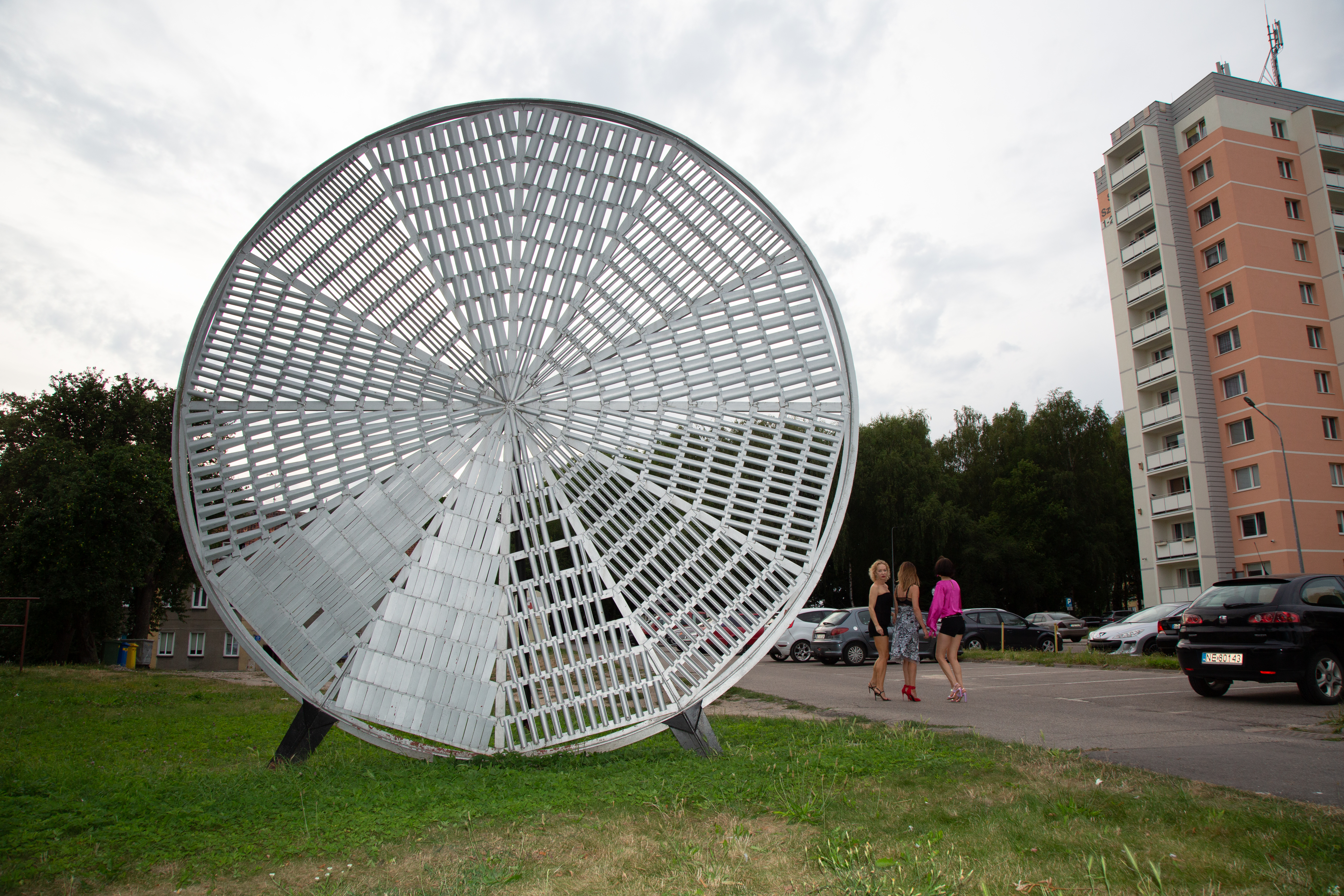
Forma przestrzenna zrealizowana przez Antoniego Starczewskiego podczas I Biennale Form Przestrzennych (1965).
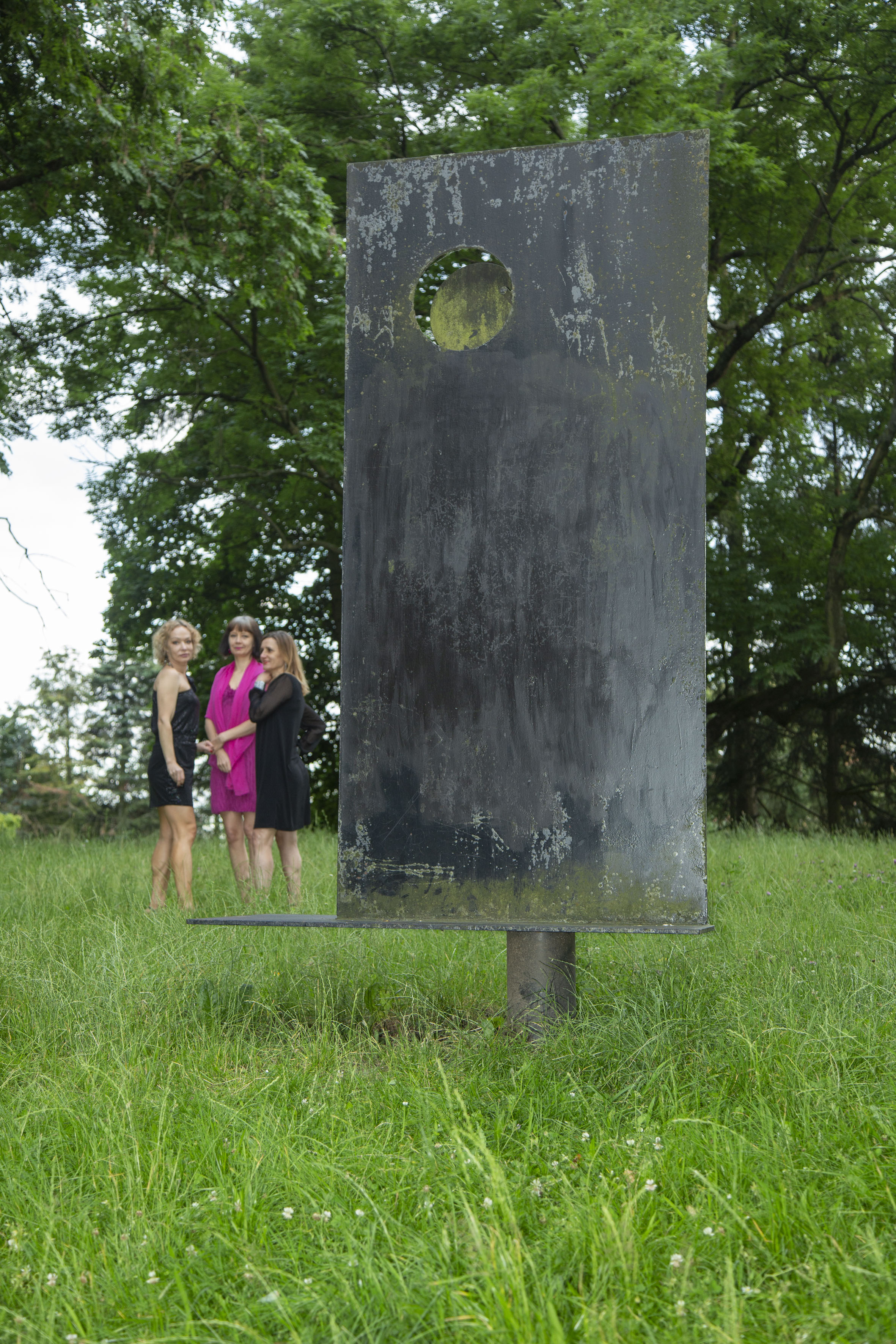
Forma przestrzenna zrealizowana przez Jerzego Fedorowicza podczas I Biennale Form Przestrzennych (1965).
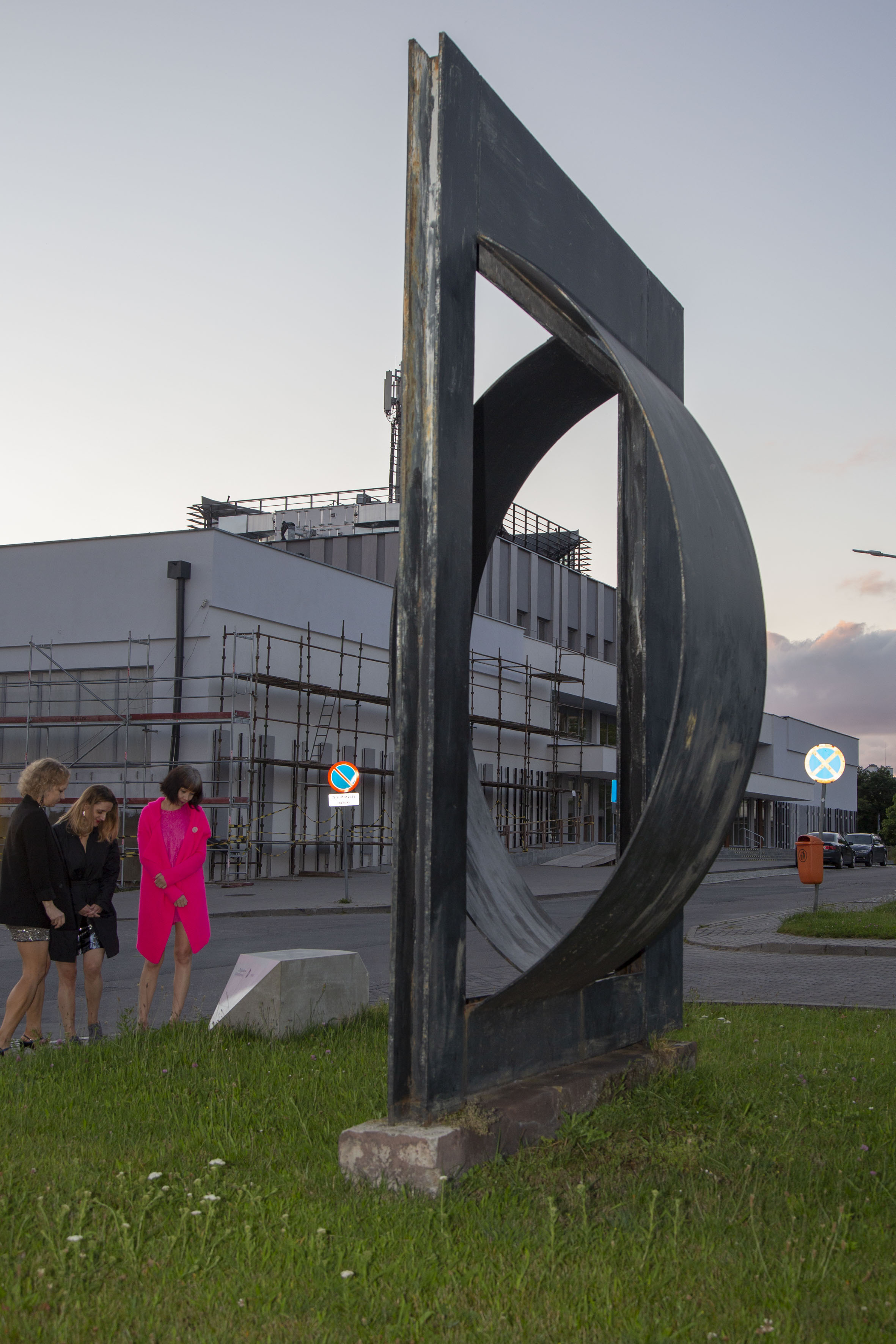
Forma przestrzenna zrealizowana przez Zbigniewa Gostomskiego podczas I Biennale Form Przestrzennych (1965).
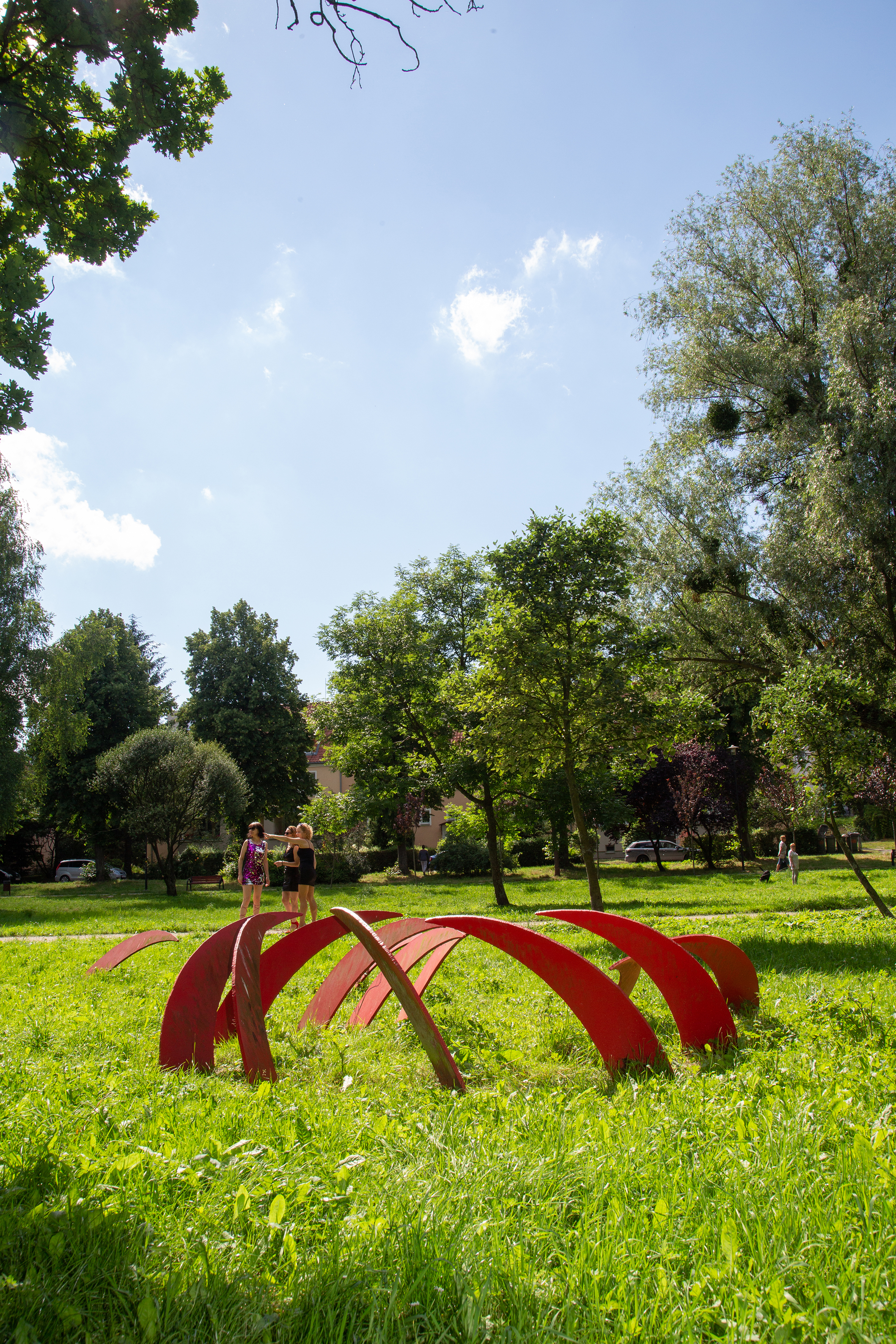
Forma przestrzenna zrealizowana przez Bohdana Załęskiego podczas I Biennale Form Przestrzennych (1965).
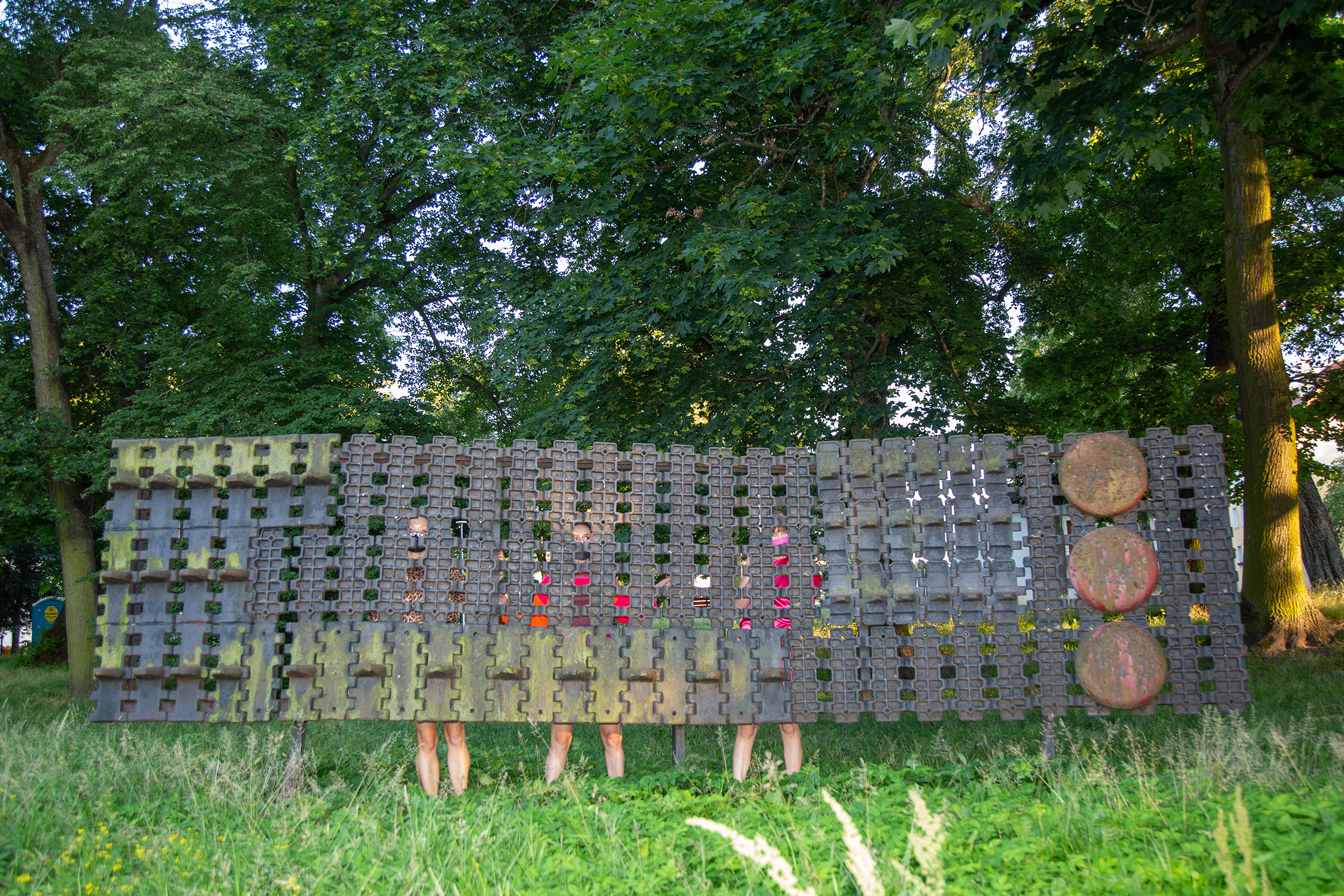
Forma przestrzenna zrealizowana przez Hilarego Krzysztofiaka podczas I Biennale Form Przestrzennych (1965)
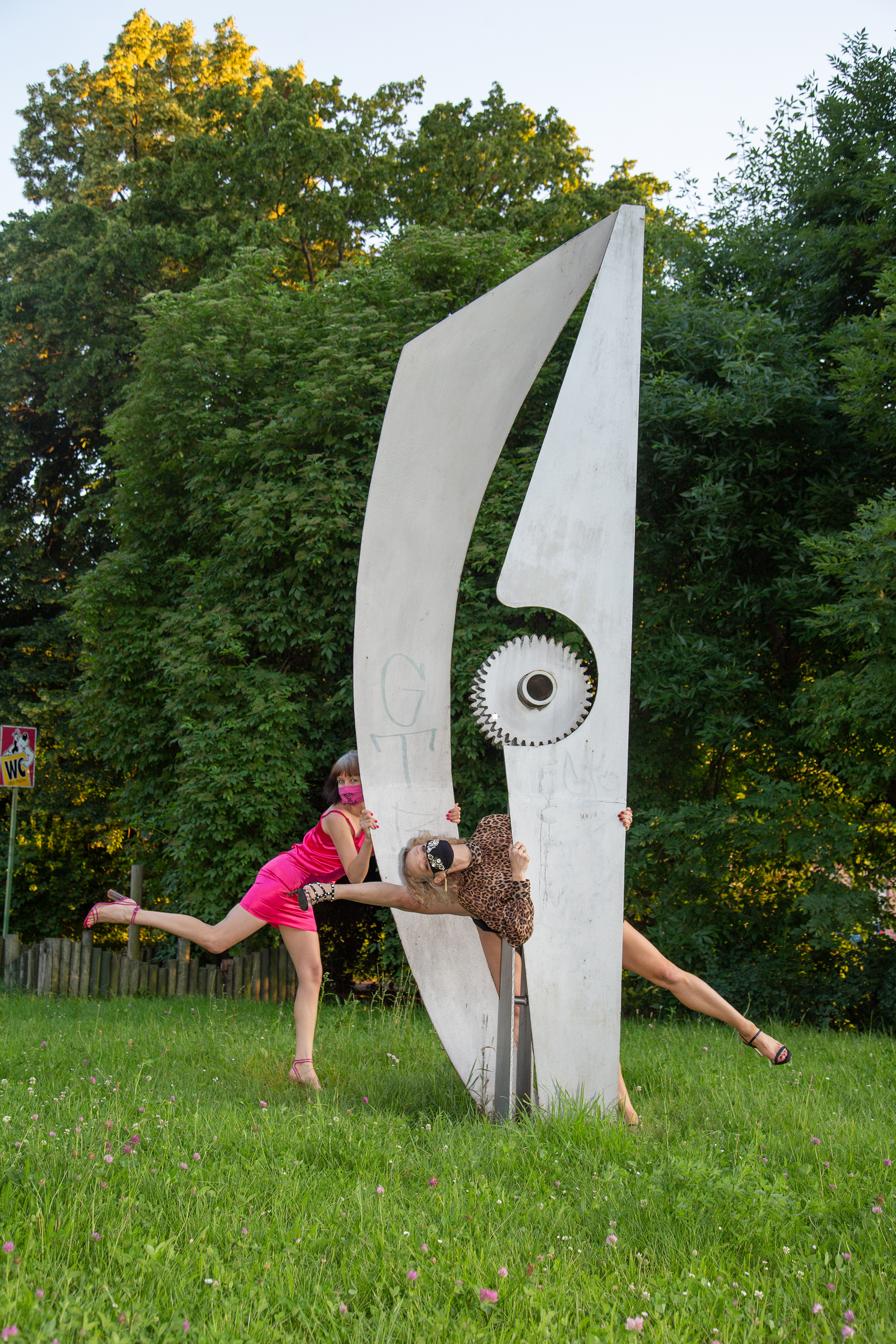
Forma przestrzenna zrealizowana przez Jetta Donegà podczas I Biennale Form Przestrzennych (1965).
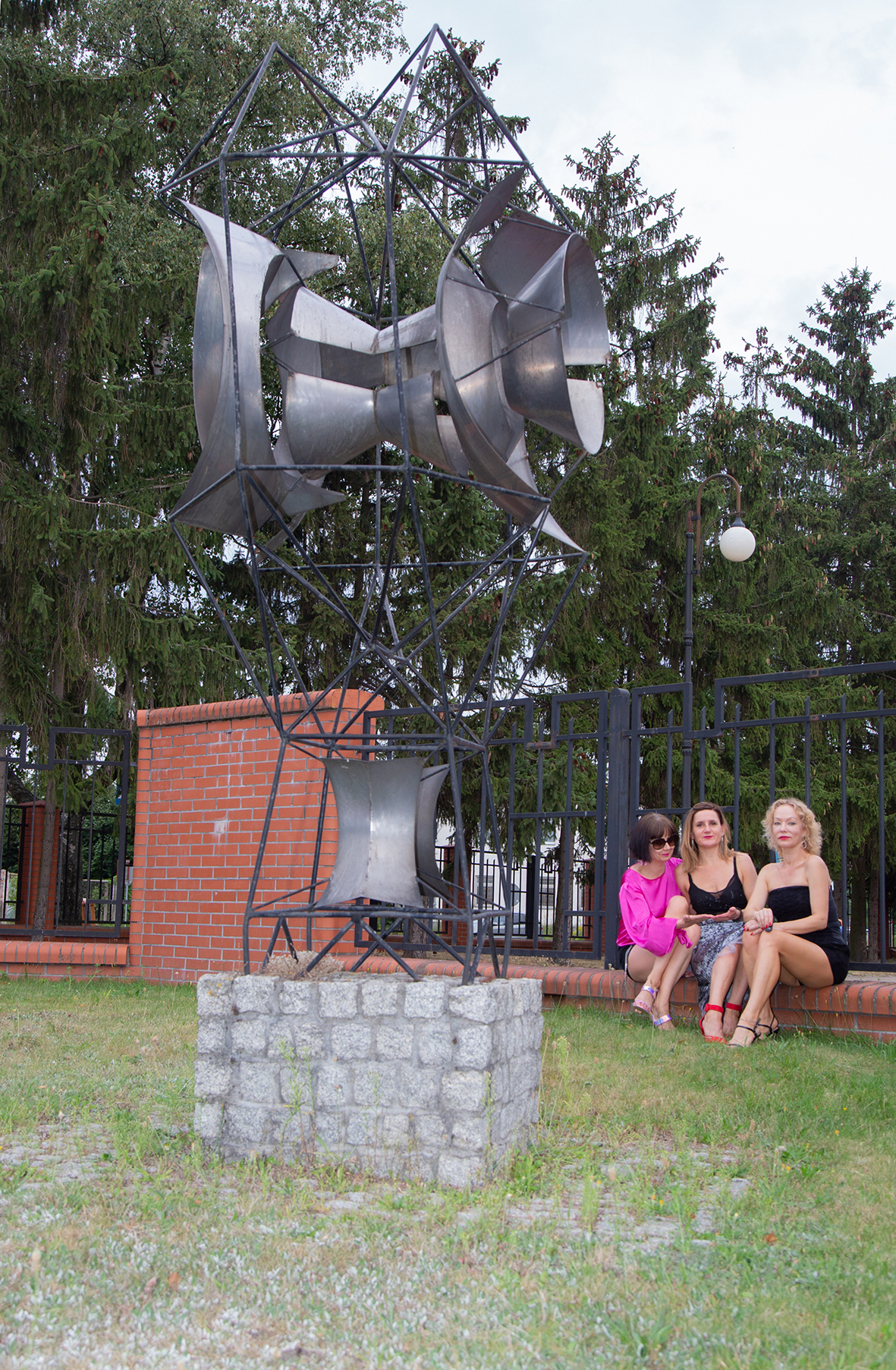
Forma przestrzenna zrealizowana przez Jerzego Jarnuszkiewicza podczas II Biennale Form Przestrzennych (1967)
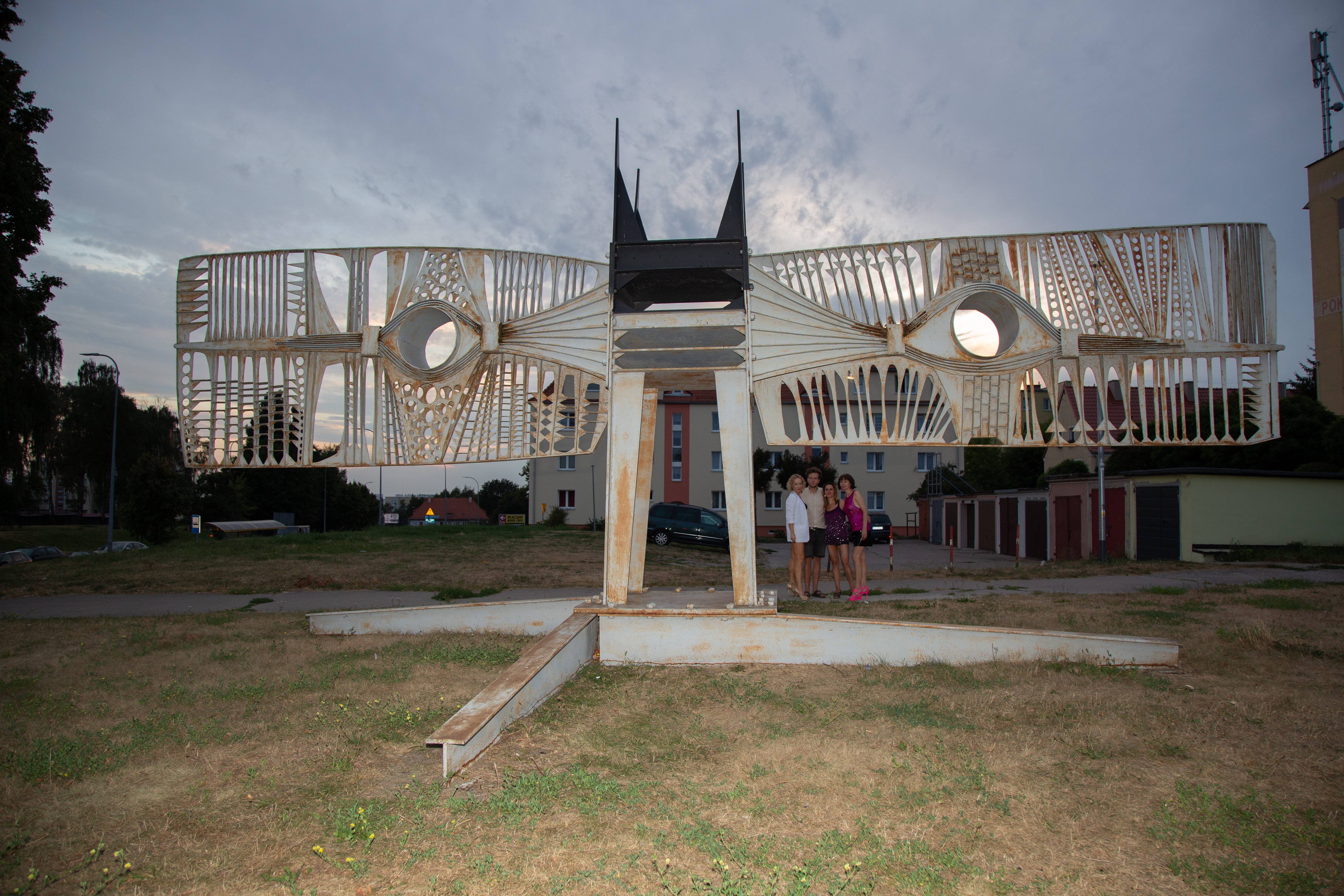
Forma przestrzenna zrealizowana przez Zbigniewa Książkiewicza podczas III Biennale Form Przestrzennych (1969).